# Holden Commodore
Der Commodore ist ein zwischen 1978 und 2020 von Holden angebotenes Modell der Mittelklasse bzw. oberen Mittelklasse. Holden war die australische Dependance von General Motors. Die besser ausgestatteten Varianten heißen Holden Calais und ab 1984 Holden Berlina. Von 1990 bis 1997 wurde auf Basis des Commodore ein Pickup unter dem Namen Holden Commodore Utility angeboten. Ab 2000 hieß dieser Pickup Ute.
Ab 1989 basierten die Holden-Oberklassemodelle Statesman und Caprice auf der Plattform des damaligen Commodore, ferner von 2001 bis 2006 das Coupé Monaro.
In Japan wurde der Holden Commodore als Toyota Lexcen angeboten, im Vereinigten Königreich als Vauxhall VXR8. Im Nahen Osten und Südafrika ist das Modell als Chevrolet Lumina erhältlich, in den Vereinigten Staaten von Amerika als Pontiac G8, in südamerikanischen Märkten als Chevrolet Omega. Von der hauseigenen Tuningschmiede Holden Special Vehicles wurden verschiedene Sportversionen des Commodore angeboten. In Malaysia war das Modell in den Generationen VR/VS wie auch VX als Opel Calais angeboten worden.

## Von Jahr zu Jahr

### Commodore/Calais/Berlina (VB/VC/VH/VK/VL, 1978–1988)

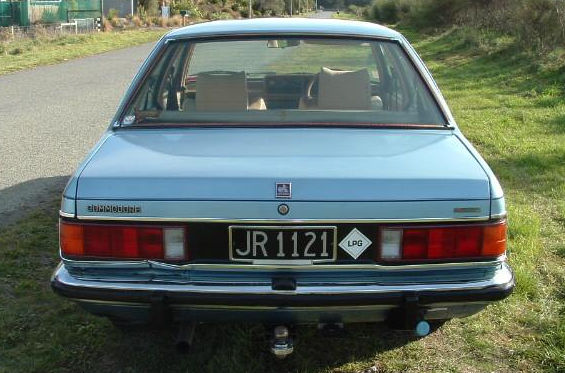
Heckansicht des Commodore VB

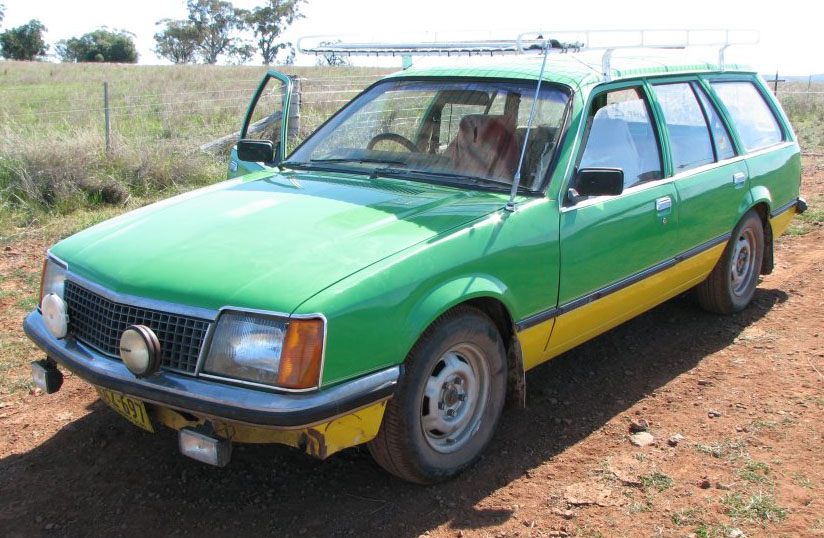
Holden Commodore VC Kombi (1980–1981)

Im November 1978 führte Holden als Nachfolger der knapp fünf Meter langen Modelle der Baureihe HZ (Holden Belmont/Kingswood/Premier) den kompakteren Commodore VB ein. Dieser entsprach weitgehend dem Opel Commodore C, besaß allerdings Holden-eigene Motoren und Getriebe, die bereits im HZ verwendet worden waren. Im Einzelnen waren dies 2,85- und 3,3-Liter-Reihensechszylinder und 4,2- und 5,0-Liter-V8-Motoren; getriebeseitig kamen Vierganggetriebe oder eine von Holden Trimatic genannte Dreistufen-Automatik zum Einsatz.
Der Commodore gewann auf Anhieb den Titel Auto des Jahres, den das australische Fachblatt Wheels vergibt. Der Wagen galt als fortschrittlich und signalisierte eine Abkehr von den traditionellen Autos der Fünfmeter-Klasse, die Holden, Ford und Chrysler in Australien seit Beginn der siebziger Jahre produziert hatten. Lieferbar waren der Basis-Commodore, der Commodore SL und der Commodore SL/E, jeweils als viertürige Limousine und fünftüriger Kombi. Vom Commodore VB wurden bis März 1980 95.906 Exemplare hergestellt.
Im März 1980 präsentierte Holden den Commodore VC, der sich vom VB durch kosmetische Details und die Einführung einer elektronischen Zündung unterschied. Das Basismodell hieß jetzt Commodore L.
Neu im Programm war zudem eine Vierzylindervariante des Commodore, die sich in Australien selbst nur bescheiden verkaufte. Der 1,9-Liter-Motor hatte nichts mit dem hubraumgleichen Opel-Vierzylinder zu tun, sondern stellte eine um zwei Zylinder verkürzte Version des 2,85-Liter-Sechszylinders dar.
Die Vierzylinderversion wurde wegen ihres Mangels an Kraft gescholten, war aber in einigen Exportmärkten recht beliebt und blieb bis Ende der 1980er Jahre im Angebot.
Der VC wurde bis September 1981 in 121.807 Exemplaren gebaut.
Der Commodore VH erschien Ende 1981 und erhielt ein größeres Facelift ohne technische Änderungen. Neu waren ein Fünfganggetriebe für die Modelle mit Vierzylinder und dem 2,85-Liter-Sechszylinder, ferner die Ausstattungsstufe SL/X, die zwischen dem jetzt SL genannten Grundmodell und der Spitzenversion SL/E angesiedelt war. In letzterem zählten Tempomat und Bordcomputer jetzt zur Serienausstattung.
Vom Commodore VH wurden bis März 1984 141.018 Stück gefertigt.
Der 1984 eingeführte Commodore VK besaß nicht mehr die Karosserie des Opel Commodore C, sondern entsprach dem Opel Senator A mit sechs Seitenfenstern in überarbeiteter Gestalt.
Antriebsseitig standen der Vierzylinder, der 3,3-Liter-Sechszylinder mit Vergaser oder Einspritzung und der 5,0-Liter-V8 zur Verfügung.
Die Ausstattungsstufen hießen jetzt Executive, Berlina und Calais anstelle von SL, SL/X und SL/E. Vom VK gab es erstmals Sondermodelle unter der Bezeichnung Vacationer; eine Sitte, die Holden bis in die neunziger Jahre beibehielt.
Der Commodore VK wurde bis Februar 1986 genau 135.705 Mal gebaut.
Der im März 1986 vorgestellte Commodore VL war ein VK mit umfassendem Facelift und der letzte der „kompakten“ Commodore. Die Linienführung fiel insgesamt rundlicher aus als beim Vorgänger, in den Kofferraumdeckel war eine kleine Spoilerlippe integriert. Der Calais erhielt Klappscheinwerfer.
Basismotor im VL war ein 114 kW (155 PS) starker, von Nissan stammender Dreiliter-Reihensechszylinder, da es sich nicht rentierte die eigenen Sechszylindermotoren auf das mittlerweile in Australien eingeführte bleifreie Benzin umzustellen. Auch die elektronisch gesteuerte Vierstufenautomatik, die anstelle des Holden-Fünfganggetriebes erhältlich war, stammte von Nissan.
Im Herbst 1986 erschien zudem eine Turbo-Variante des Nissan-Motors (Typ RB30ET) mit flüssigkeitsgekühltem Garrett-Turbolader. Mit neuen Kolben, niedrigerer Verdichtung und geänderter Nockenwelle leistete dieses Triebwerk 150 kW (204 PS). Diese Version war bis zu 220 km/h schnell und besaß stärkere Bremsen mit vorderen Girlock-Bremszangen aus der Chevrolet Corvette.
Im Oktober 1986 folgte der VL mit Fünfliter-V8 und Doppel-Registervergaser. Der V8 war gegenüber dem Vorgänger stärker, leistete 122 kW (166 PS) bei 4400/min und bot ein maximales Drehmoment von 323 Nm.
Der VL litt an Qualitätsproblemen, vor allem führte die mangelhafte Windschutzscheibendichtung zu Wassereinbruch und Rostbildung unter der Scheibe. Die Karosseriequalität war ebenfalls nicht die beste und einige Teile der Innenausstattung wirkten recht billig.
Vom Commodore VL entstanden insgesamt 151.801 Exemplare.

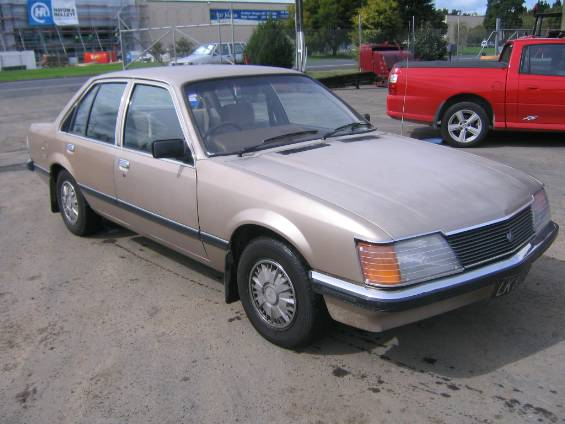
Holden Commodore VH (1981–1984)
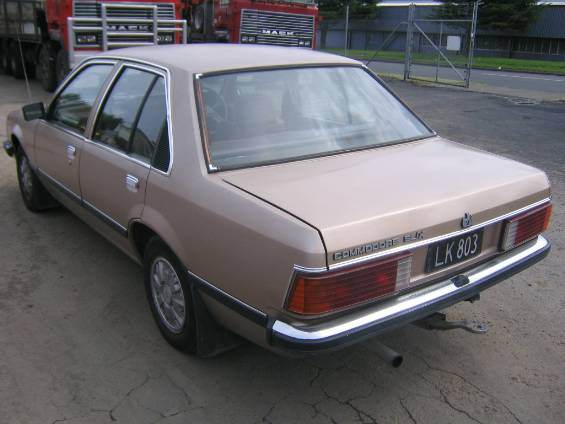
Heckansicht des Commodore VH
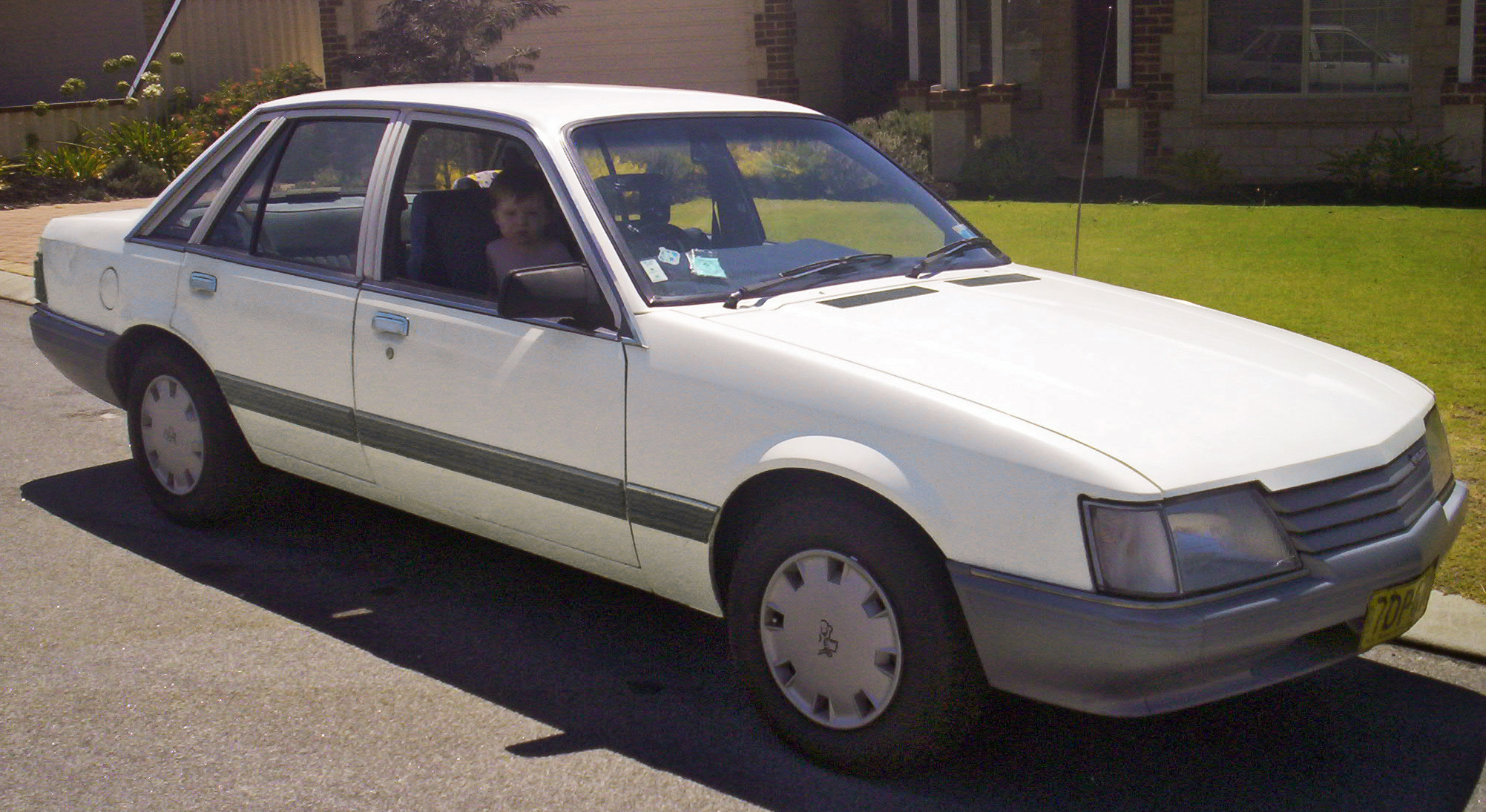
Holden Commodore VK (1984–1986)
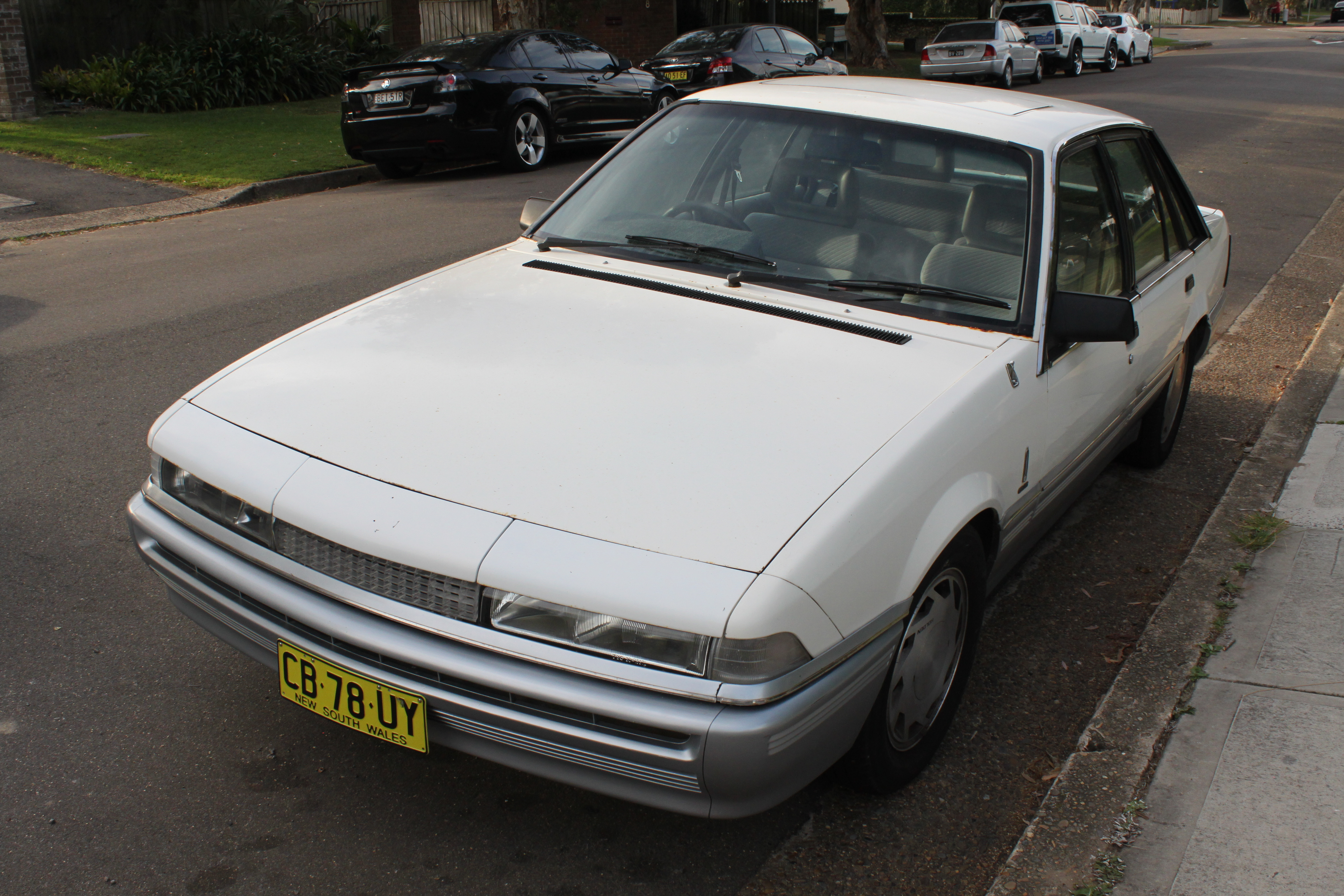
Holden Calais VL (1986–1988)
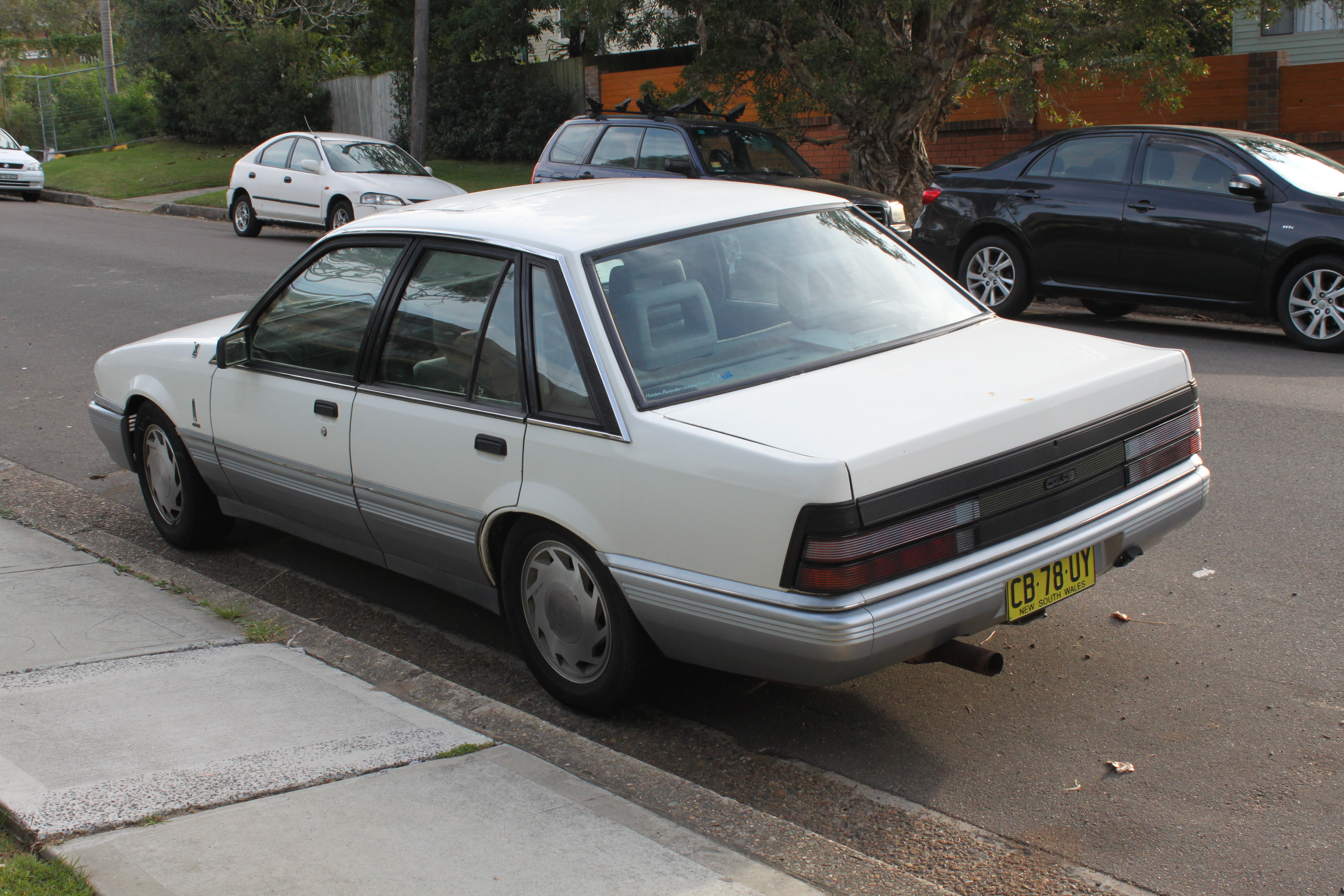
Heckansicht des Calais VL

| Technische Daten Holden Commodore VB | | | | |
| Holden Commodore                     | 2850 | 3300 | 4200 | 5000 |
| Motor                                | 6-Zylinder-Reihenmotor (Viertakt), vorne längs                                                                  | 6-Zylinder-Reihenmotor (Viertakt), vorne längs                                                                  | 8-Zylinder-V-Motor (Viertakt), Gabelwinkel 90°, vorne längs                                                     | 8-Zylinder-V-Motor (Viertakt), Gabelwinkel 90°, vorne längs                                                     |
| Bezeichnung                          | GMH 173 | GMH 201 | GMH 253 | GMH 308 |
| Hubraum                              | 2838 cm³ | 3298 cm³ | 4142 cm³ | 5040 cm³ |
| Bohrung × Hub                        | 88,9 × 76,2 mm                                                                                                  | 92,0 × 82,5 mm                                                                                                  | 92,0 × 77,7 mm                                                                                                  | 101,6 × 77,77 mm                                                                                                |
| Leistung bei 1/min                   | 64 kW (87 PS) bei 4000                                                                                          | 66–71 kW (90–97 PS) bei 3600                                                                                    | 87–96 kW (118–131 PS) bei 4000                                                                                  | 114–125 kW (155–170 PS) bei 4400                                                                                |
| Max. Drehmoment bei 1/min            | 198 Nm bei 2200                                                                                                 | 213–221 Nm bei 2000                                                                                             | 271–275 Nm bei 2000                                                                                             | 344–352 Nm bei 2200                                                                                             |
| Verdichtung                          | 9,2:1 | 9,2:1 | 9,4:1 | 9,4:1 |
| Gemischaufbereitung                  | 1 Fallstromvergaser                                                                                             | 1 Fallstromvergaser                                                                                             | 1 Doppelvergaser                                                                                                | 1 Vierfachvergaser                                                                                              |
| Ventilsteuerung                      | zentrale Nockenwelle, Antrieb über Kette                                                                        | zentrale Nockenwelle, Antrieb über Kette                                                                        | zentrale Nockenwelle, Antrieb über Kette                                                                        | zentrale Nockenwelle, Antrieb über Kette                                                                        |
| Kühlung                              | Wasserkühlung                                                                                                   | Wasserkühlung                                                                                                   | Wasserkühlung                                                                                                   | Wasserkühlung                                                                                                   |
| Getriebe                             | 4-Gang-Getriebe a. W. GM-Dreistufenautomatik Trimatic oder Turbo-Hydramatic Hinterradantrieb                    | 4-Gang-Getriebe a. W. GM-Dreistufenautomatik Trimatic oder Turbo-Hydramatic Hinterradantrieb                    | 4-Gang-Getriebe a. W. GM-Dreistufenautomatik Trimatic oder Turbo-Hydramatic Hinterradantrieb                    | 4-Gang-Getriebe a. W. GM-Dreistufenautomatik Trimatic oder Turbo-Hydramatic Hinterradantrieb                    |
| Radaufhängung vorn                   | Federbeinachse, Schraubenfedern, Stabilisator                                                                   | Federbeinachse, Schraubenfedern, Stabilisator                                                                   | Federbeinachse, Schraubenfedern, Stabilisator                                                                   | Federbeinachse, Schraubenfedern, Stabilisator                                                                   |
| Radaufhängung hinten                 | Starrachse, Panhardstab, Schraubenfedern, Stabilisator                                                          | Starrachse, Panhardstab, Schraubenfedern, Stabilisator                                                          | Starrachse, Panhardstab, Schraubenfedern, Stabilisator                                                          | Starrachse, Panhardstab, Schraubenfedern, Stabilisator                                                          |
| Bremsen                              | innenbelüftete Scheibenbremsen vorne (Durchmesser 268 mm), Trommeln hinten, teils Scheibenbremsen rundum, Servo | innenbelüftete Scheibenbremsen vorne (Durchmesser 268 mm), Trommeln hinten, teils Scheibenbremsen rundum, Servo | innenbelüftete Scheibenbremsen vorne (Durchmesser 268 mm), Trommeln hinten, teils Scheibenbremsen rundum, Servo | innenbelüftete Scheibenbremsen vorne (Durchmesser 268 mm), Trommeln hinten, teils Scheibenbremsen rundum, Servo |
| Lenkung                              | Zahnstangenlenkung, Servo                                                                                       | Zahnstangenlenkung, Servo                                                                                       | Zahnstangenlenkung, Servo                                                                                       | Zahnstangenlenkung, Servo                                                                                       |
| Karosserie                           | Stahlblech, selbsttragend                                                                                       | Stahlblech, selbsttragend                                                                                       | Stahlblech, selbsttragend                                                                                       | Stahlblech, selbsttragend                                                                                       |
| Spurweite vorn/hinten                | 1451/1422 mm | 1451/1422 mm | 1451/1422 mm | 1451/1422 mm |
| Radstand                             | 2668 mm | 2668 mm | 2668 mm | 2668 mm |
| Abmessungen                          | Lim.: 4705 × 1722 × 1371 mm                                                                                     | Lim.: 4705 × 1722 × 1371 mm                                                                                     | Lim.: 4705 × 1722 × 1371 mm                                                                                     | Lim.: 4705 × 1722 × 1371 mm                                                                                     |
| Leergewicht                          | 1220–1400 kg | 1220–1400 kg | 1220–1400 kg | 1220–1400 kg |
| Höchstgeschwindigkeit                | n. a. km/h | n. a. km/h | 171–175 km/h | 190–200 km/h |
| 0–100 km/h                           | nicht angegeben                                                                                                 | nicht angegeben                                                                                                 | 10,3–13,4 s | 9,0–10,2 s |
| Verbrauch (l/100 km)                 | nicht angegeben                                                                                                 | nicht angegeben                                                                                                 | nicht angegeben                                                                                                 | nicht angegeben                                                                                                 |

| Technische Daten Holden Commodore VC | | | | | |
| Holden Commodore                     | 1900 | 2850 | 3300 | 4200 | 5000 |
| Motor                                | 4-Zylinder-Reihenmotor (Viertakt), vorne längs                                                                  | 6-Zylinder-Reihenmotor (Viertakt), vorne längs                                                                  | 6-Zylinder-Reihenmotor (Viertakt), vorne längs                                                                  | 8-Zylinder-V-Motor (Viertakt), Gabelwinkel 90°, vorne längs                                                     | 8-Zylinder-V-Motor (Viertakt), Gabelwinkel 90°, vorne längs                                                     |
| Bezeichnung                          | n. a. | GMH 173 | GMH 201 | GMH 253 | GMH 308 |
| Hubraum                              | 1892 cm³ | 2838 cm³ | 3298 cm³ | 4142 cm³ | 5040 cm³ |
| Bohrung × Hub                        | 88,9 × 76,2 mm                                                                                                  | 88,9 × 76,2 mm                                                                                                  | 92,0 × 82,5 mm                                                                                                  | 92,0 × 77,7 mm                                                                                                  | 101,6 × 77,77 mm                                                                                                |
| Leistung bei 1/min                   | 58 kW (79 PS) bei 4600                                                                                          | 76 kW (103 PS) bei 4400                                                                                         | 83 kW (113 PS) bei 4000                                                                                         | 100–115 kW (136–156 PS) bei 4400                                                                                | 126 kW (171 PS) bei 4200                                                                                        |
| Max. Drehmoment bei 1/min            | 140 Nm bei 2400                                                                                                 | 192 Nm bei 2800                                                                                                 | 231 Nm bei 2400                                                                                                 | 269–289 Nm bei 2000–3200                                                                                        | 352 Nm bei 2600                                                                                                 |
| Verdichtung                          | 8,7:1 | 9:1 | 8,8:1 | 9,0:1 | 9,2:1 |
| Gemischaufbereitung                  | 1 Fallstrom-Doppelvergaser                                                                                      | 1 Fallstrom-Doppelvergaser                                                                                      | 1 Fallstrom-Doppelvergaser                                                                                      | 1 Vierfachvergaser                                                                                              | 1 Vierfachvergaser                                                                                              |
| Ventilsteuerung                      | zentrale Nockenwelle, Antrieb über Kette                                                                        | zentrale Nockenwelle, Antrieb über Kette                                                                        | zentrale Nockenwelle, Antrieb über Kette                                                                        | zentrale Nockenwelle, Antrieb über Kette                                                                        | zentrale Nockenwelle, Antrieb über Kette                                                                        |
| Kühlung                              | Wasserkühlung                                                                                                   | Wasserkühlung                                                                                                   | Wasserkühlung                                                                                                   | Wasserkühlung                                                                                                   | Wasserkühlung                                                                                                   |
| Getriebe                             | 4-Gang-Getriebe a.W. GM-Dreistufenautomatik Trimatic oder Turbo-Hydramatic Hinterradantrieb                     | 4-Gang-Getriebe a.W. GM-Dreistufenautomatik Trimatic oder Turbo-Hydramatic Hinterradantrieb                     | 4-Gang-Getriebe a.W. GM-Dreistufenautomatik Trimatic oder Turbo-Hydramatic Hinterradantrieb                     | 4-Gang-Getriebe a.W. GM-Dreistufenautomatik Trimatic oder Turbo-Hydramatic Hinterradantrieb                     | 4-Gang-Getriebe a.W. GM-Dreistufenautomatik Trimatic oder Turbo-Hydramatic Hinterradantrieb                     |
| Radaufhängung vorn                   | Federbeinachse, Schraubenfedern, Stabilisator                                                                   | Federbeinachse, Schraubenfedern, Stabilisator                                                                   | Federbeinachse, Schraubenfedern, Stabilisator                                                                   | Federbeinachse, Schraubenfedern, Stabilisator                                                                   | Federbeinachse, Schraubenfedern, Stabilisator                                                                   |
| Radaufhängung hinten                 | Starrachse, Panhardstab, Schraubenfedern, Stabilisator                                                          | Starrachse, Panhardstab, Schraubenfedern, Stabilisator                                                          | Starrachse, Panhardstab, Schraubenfedern, Stabilisator                                                          | Starrachse, Panhardstab, Schraubenfedern, Stabilisator                                                          | Starrachse, Panhardstab, Schraubenfedern, Stabilisator                                                          |
| Bremsen                              | innenbelüftete Scheibenbremsen vorne (Durchmesser 268 mm), Trommeln hinten, teils Scheibenbremsen rundum, Servo | innenbelüftete Scheibenbremsen vorne (Durchmesser 268 mm), Trommeln hinten, teils Scheibenbremsen rundum, Servo | innenbelüftete Scheibenbremsen vorne (Durchmesser 268 mm), Trommeln hinten, teils Scheibenbremsen rundum, Servo | innenbelüftete Scheibenbremsen vorne (Durchmesser 268 mm), Trommeln hinten, teils Scheibenbremsen rundum, Servo | innenbelüftete Scheibenbremsen vorne (Durchmesser 268 mm), Trommeln hinten, teils Scheibenbremsen rundum, Servo |
| Lenkung                              | Zahnstangenlenkung, Servo                                                                                       | Zahnstangenlenkung, Servo                                                                                       | Zahnstangenlenkung, Servo                                                                                       | Zahnstangenlenkung, Servo                                                                                       | Zahnstangenlenkung, Servo                                                                                       |
| Karosserie                           | Stahlblech, selbsttragend                                                                                       | Stahlblech, selbsttragend                                                                                       | Stahlblech, selbsttragend                                                                                       | Stahlblech, selbsttragend                                                                                       | Stahlblech, selbsttragend                                                                                       |
| Spurweite vorn/hinten                | 1451/1422 mm | 1451/1422 mm | 1451/1422 mm | 1451/1422 mm | 1451/1422 mm |
| Radstand                             | 2668 mm | 2668 mm | 2668 mm | 2668 mm | 2668 mm |
| Abmessungen                          | Lim.: 4706 × 1722 × 1368 mm                                                                                     | Lim.: 4706 × 1722 × 1368 mm                                                                                     | Lim.: 4706 × 1722 × 1368 mm                                                                                     | Lim.: 4706 × 1722 × 1368 mm                                                                                     | Lim.: 4706 × 1722 × 1368 mm                                                                                     |
| Leergewicht                          | 1158–1348 kg | 1158–1348 kg | 1158–1348 kg | 1158–1348 kg | 1158–1348 kg |
| Höchstgeschwindigkeit                | 140 km/h | 157 km/h | 163–170 km/h | n. a. | 172 km/h |
| 0–100 km/h                           | 17,5 s | 12,8 s | 12,2–13,9 s | n. a. | 10,4 s |
| Verbrauch (l/100 km)                 | nicht angegeben                                                                                                 | nicht angegeben                                                                                                 | nicht angegeben                                                                                                 | nicht angegeben                                                                                                 | nicht angegeben                                                                                                 |

| Technische Daten Holden Commodore VH | | | | | |
| Holden Commodore                     | 1900 | 2850 | 3300 | 4200 | 5000 |
| Motor                                | 4-Zylinder-Reihenmotor (Viertakt), vorne längs                                                                  | 6-Zylinder-Reihenmotor (Viertakt), vorne längs                                                                  | 6-Zylinder-Reihenmotor (Viertakt), vorne längs                                                                  | 8-Zylinder-V-Motor (Viertakt), Gabelwinkel 90°, vorne längs                                                     | 8-Zylinder-V-Motor (Viertakt), Gabelwinkel 90°, vorne längs                                                     |
| Bezeichnung                          | n. a. | GMH 173 | GMH 201 | GMH 253 | GMH 308 |
| Hubraum                              | 1892 cm³ | 2838 cm³ | 3298 cm³ | 4142 cm³ | 5040 cm³ |
| Bohrung × Hub                        | 88,9 × 76,2 mm                                                                                                  | 88,9 × 76,2 mm                                                                                                  | 92,0 × 82,5 mm                                                                                                  | 92,0 × 77,7 mm                                                                                                  | 101,6 × 77,77 mm                                                                                                |
| Leistung bei 1/min                   | 54 kW (73 PS) bei 4400                                                                                          | 73 kW (99 PS) bei 4400                                                                                          | 83 kW (113 PS) bei 4000                                                                                         | 100–115 kW (136–156 PS) bei 4400                                                                                | 126 kW (171 PS) bei 4200                                                                                        |
| Max. Drehmoment bei 1/min            | 138 Nm bei 2800                                                                                                 | 187 Nm bei 2800                                                                                                 | 231 Nm bei 2400                                                                                                 | 269–289 Nm bei 2000–3200                                                                                        | 352 Nm bei 2600                                                                                                 |
| Verdichtung                          | 8,7:1 | 9:1 | 8,8:1 | 9,0:1 | 9,2:1 |
| Gemischaufbereitung                  | 1 Fallstrom-Doppelvergaser                                                                                      | 1 Fallstrom-Doppelvergaser                                                                                      | 1 Fallstrom-Doppelvergaser                                                                                      | 1 Vierfachvergaser                                                                                              | 1 Vierfachvergaser                                                                                              |
| Ventilsteuerung                      | zentrale Nockenwelle, Antrieb über Kette                                                                        | zentrale Nockenwelle, Antrieb über Kette                                                                        | zentrale Nockenwelle, Antrieb über Kette                                                                        | zentrale Nockenwelle, Antrieb über Kette                                                                        | zentrale Nockenwelle, Antrieb über Kette                                                                        |
| Kühlung                              | Wasserkühlung                                                                                                   | Wasserkühlung                                                                                                   | Wasserkühlung                                                                                                   | Wasserkühlung                                                                                                   | Wasserkühlung                                                                                                   |
| Getriebe                             | 4- oder 5-Gang-Getriebe a.W. GM-Dreistufenautomatik Trimatic Hinterradantrieb                                   | 4- oder 5-Gang-Getriebe a.W. GM-Dreistufenautomatik Trimatic Hinterradantrieb                                   | 4- oder 5-Gang-Getriebe a.W. GM-Dreistufenautomatik Trimatic Hinterradantrieb                                   | 4- oder 5-Gang-Getriebe a.W. GM-Dreistufenautomatik Trimatic Hinterradantrieb                                   | 4- oder 5-Gang-Getriebe a.W. GM-Dreistufenautomatik Trimatic Hinterradantrieb                                   |
| Radaufhängung vorn                   | Federbeinachse, Schraubenfedern, Stabilisator                                                                   | Federbeinachse, Schraubenfedern, Stabilisator                                                                   | Federbeinachse, Schraubenfedern, Stabilisator                                                                   | Federbeinachse, Schraubenfedern, Stabilisator                                                                   | Federbeinachse, Schraubenfedern, Stabilisator                                                                   |
| Radaufhängung hinten                 | Starrachse, Panhardstab, Schraubenfedern, Stabilisator                                                          | Starrachse, Panhardstab, Schraubenfedern, Stabilisator                                                          | Starrachse, Panhardstab, Schraubenfedern, Stabilisator                                                          | Starrachse, Panhardstab, Schraubenfedern, Stabilisator                                                          | Starrachse, Panhardstab, Schraubenfedern, Stabilisator                                                          |
| Bremsen                              | innenbelüftete Scheibenbremsen vorne (Durchmesser 268 mm), Trommeln hinten, teils Scheibenbremsen rundum, Servo | innenbelüftete Scheibenbremsen vorne (Durchmesser 268 mm), Trommeln hinten, teils Scheibenbremsen rundum, Servo | innenbelüftete Scheibenbremsen vorne (Durchmesser 268 mm), Trommeln hinten, teils Scheibenbremsen rundum, Servo | innenbelüftete Scheibenbremsen vorne (Durchmesser 268 mm), Trommeln hinten, teils Scheibenbremsen rundum, Servo | innenbelüftete Scheibenbremsen vorne (Durchmesser 268 mm), Trommeln hinten, teils Scheibenbremsen rundum, Servo |
| Lenkung                              | Zahnstangenlenkung, Servo                                                                                       | Zahnstangenlenkung, Servo                                                                                       | Zahnstangenlenkung, Servo                                                                                       | Zahnstangenlenkung, Servo                                                                                       | Zahnstangenlenkung, Servo                                                                                       |
| Karosserie                           | Stahlblech, selbsttragend                                                                                       | Stahlblech, selbsttragend                                                                                       | Stahlblech, selbsttragend                                                                                       | Stahlblech, selbsttragend                                                                                       | Stahlblech, selbsttragend                                                                                       |
| Spurweite vorn/hinten                | 1451/1422 mm | 1451/1422 mm | 1451/1422 mm | 1451/1422 mm | 1451/1422 mm |
| Radstand                             | 2668 mm | 2668 mm | 2668 mm | 2668 mm | 2668 mm |
| Abmessungen                          | Lim.: 4706 × 1722 × 1368 mm                                                                                     | Lim.: 4706 × 1722 × 1368 mm                                                                                     | Lim.: 4706 × 1722 × 1368 mm                                                                                     | Lim.: 4706 × 1722 × 1368 mm                                                                                     | Lim.: 4706 × 1722 × 1368 mm                                                                                     |
| Leergewicht                          | 1152–1326 kg | 1152–1326 kg | 1152–1326 kg | 1152–1326 kg | 1152–1326 kg |
| Höchstgeschwindigkeit                | n. a. | n. a. | n. a. | 178–200 km/h | 200 km/h |
| 0–100 km/h                           | n. a. | n. a. | n. a. | 8,4–10,7 s | 9,5 s |
| Verbrauch (l/100 km)                 | nicht angegeben                                                                                                 | nicht angegeben                                                                                                 | nicht angegeben                                                                                                 | nicht angegeben                                                                                                 | nicht angegeben                                                                                                 |

| Technische Daten Holden Commodore VK (1985) |                                                                             |                                                                             |                                                                             |
| Holden Commodore                            | 3300                                                                        | 3300i                                                                       | 5000                                                                        |
| Motor                                       | 6-Zylinder-Reihenmotor (Viertakt), vorne längs                              | 6-Zylinder-Reihenmotor (Viertakt), vorne längs                              | 8-Zylinder-V-Motor (Viertakt), Gabelwinkel 90°, vorne längs                 |
| Bezeichnung                                 | n. a.                                                                       | n. a.                                                                       | GMH 308                                                                     |
| Hubraum                                     | 3298 cm³                                                                    | 3298 cm³                                                                    | 5040 cm³                                                                    |
| Bohrung × Hub                               | 92,1 × 82,5 mm                                                              | 92,1 × 82,5 mm                                                              | 101,6 × 77,77 mm                                                            |
| Leistung bei 1/min                          | 86 kW (117 PS) bei 4200                                                     | 106 kW (144 PS) bei 4400                                                    | 126 kW (171 PS) bei 4400                                                    |
| Max. Drehmoment bei 1/min                   | 232 Nm bei 2600                                                             | 266 Nm bei 3200                                                             | 361 Nm bei 2800                                                             |
| Verdichtung                                 | 8,8:1                                                                       | 8,8:1                                                                       | 9,4:1                                                                       |
| Gemischaufbereitung                         | 1 Fallstromvergaser                                                         | Einspritzung                                                                | 1 Vierfachvergaser                                                          |
| Ventilsteuerung                             | zentrale Nockenwelle, Antrieb über Kette                                    | zentrale Nockenwelle, Antrieb über Kette                                    | zentrale Nockenwelle, Antrieb über Kette                                    |
| Kühlung                                     | Wasserkühlung                                                               | Wasserkühlung                                                               | Wasserkühlung                                                               |
| Getriebe                                    | 4- oder 5-Gang-Getriebe a.W. Dreistufenautomatik Hinterradantrieb           | 4- oder 5-Gang-Getriebe a.W. Dreistufenautomatik Hinterradantrieb           | 4- oder 5-Gang-Getriebe a.W. Dreistufenautomatik Hinterradantrieb           |
| Radaufhängung vorn                          | untere Querlenker mit Zugstreben, Federbeine, Schraubenfedern               | untere Querlenker mit Zugstreben, Federbeine, Schraubenfedern               | untere Querlenker mit Zugstreben, Federbeine, Schraubenfedern               |
| Radaufhängung hinten                        | Starrachse, Schraubenfedern                                                 | Starrachse, Schraubenfedern                                                 | Starrachse, Schraubenfedern                                                 |
| Bremsen                                     | Scheibenbremsen vorne, Trommeln hinten, teils Scheibenbremsen rundum, Servo | Scheibenbremsen vorne, Trommeln hinten, teils Scheibenbremsen rundum, Servo | Scheibenbremsen vorne, Trommeln hinten, teils Scheibenbremsen rundum, Servo |
| Lenkung                                     | Zahnstangenlenkung, Servo                                                   | Zahnstangenlenkung, Servo                                                   | Zahnstangenlenkung, Servo                                                   |
| Karosserie                                  | Stahlblech, selbsttragend                                                   | Stahlblech, selbsttragend                                                   | Stahlblech, selbsttragend                                                   |
| Spurweite vorn/hinten                       | 1450/1415 mm                                                                | 1450/1415 mm                                                                | 1450/1415 mm                                                                |
| Radstand                                    | 2670 mm                                                                     | 2670 mm                                                                     | 2670 mm                                                                     |
| Abmessungen                                 | Lim.: 4715 × 1720 × 1380 mm                                                 | Lim.: 4715 × 1720 × 1380 mm                                                 | Lim.: 4715 × 1720 × 1380 mm                                                 |
| Leergewicht                                 | ab 1220 kg                                                                  | ab 1270 kg                                                                  | ab 1380 kg                                                                  |
| Höchstgeschwindigkeit                       | 165 km/h                                                                    | 175 km/h                                                                    | 195 km/h                                                                    |
| 0–100 km/h                                  | nicht angegeben                                                             | nicht angegeben                                                             | nicht angegeben                                                             |
| Verbrauch (l/100 km)                        | ca. 14 N                                                                    | ca. 16 N                                                                    | ca. 19 N                                                                    |

| Technische Daten Holden Commodore VL (1987) |                                                                          |                                                                          |                                                                          |
| Holden Commodore                            | 3000                                                                     | Turbo                                                                    | 5000                                                                     |
| Motor                                       | 6-Zylinder-Reihenmotor (Viertakt), vorne längs                           | 6-Zylinder-Reihenmotor (Viertakt), vorne längs                           | 8-Zylinder-V-Motor (Viertakt), Gabelwinkel 90°, vorne längs              |
| Bezeichnung                                 | Nissan RB30E                                                             | Nissan RB30ET                                                            | GMH 308                                                                  |
| Hubraum                                     | 2962 cm³                                                                 | 2962 cm³                                                                 | 5044 cm³                                                                 |
| Bohrung × Hub                               | 96 × 85 mm                                                               | 96 × 85 mm                                                               | 101,6 × 77,77 mm                                                         |
| Leistung bei 1/min                          | 114 kW (155 PS) bei 5200                                                 | 150 kW (204 PS) bei 5600                                                 | 122 kW (166 PS) bei 4400                                                 |
| Max. Drehmoment bei 1/min                   | 247 Nm bei 3600                                                          | 296 Nm bei 3200                                                          | 323 Nm bei 3200                                                          |
| Verdichtung                                 | 9:1                                                                      | 7,8:1                                                                    | 9,4:1                                                                    |
| Gemischaufbereitung                         | Saugrohreinspritzung, 6 Düsen                                            | Saugrohreinspritzung, 6 Düsen                                            | 1 Vierfachvergaser                                                       |
| Ventilsteuerung                             | 2 Ventile pro Zylinder, SOHC, Antrieb über Zahnriemen                    | 2 Ventile pro Zylinder, SOHC, Antrieb über Zahnriemen                    | zentrale Nockenwelle, Antrieb über Kette                                 |
| Kühlung                                     | Wasserkühlung                                                            | Wasserkühlung                                                            | Wasserkühlung                                                            |
| Getriebe                                    | 5-Gang-Getriebe a.W., Serie bei V8: Vierstufenautomatik Hinterradantrieb | 5-Gang-Getriebe a.W., Serie bei V8: Vierstufenautomatik Hinterradantrieb | 5-Gang-Getriebe a.W., Serie bei V8: Vierstufenautomatik Hinterradantrieb |
| Radaufhängung vorn                          | untere Querlenker mit Zugstreben, Federbeine, Schraubenfedern            | untere Querlenker mit Zugstreben, Federbeine, Schraubenfedern            | untere Querlenker mit Zugstreben, Federbeine, Schraubenfedern            |
| Radaufhängung hinten                        | Starrachse, Doppel-Längslenker, Panhardstab, Schraubenfedern             | Starrachse, Doppel-Längslenker, Panhardstab, Schraubenfedern             | Starrachse, Doppel-Längslenker, Panhardstab, Schraubenfedern             |
| Bremsen                                     | Scheibenbremsen vorne, Trommeln hinten (Durchmesser 26,8 cm), Servo      | Scheibenbremsen vorne, Trommeln hinten (Durchmesser 26,8 cm), Servo      | Scheibenbremsen vorne, Trommeln hinten (Durchmesser 26,8 cm), Servo      |
| Lenkung                                     | Zahnstangenlenkung, a.W. Servo                                           | Zahnstangenlenkung, a.W. Servo                                           | Zahnstangenlenkung, a.W. Servo                                           |
| Karosserie                                  | Stahlblech, selbsttragend                                                | Stahlblech, selbsttragend                                                | Stahlblech, selbsttragend                                                |
| Spurweite vorn/hinten                       | 1450/1435 mm                                                             | 1450/1435 mm                                                             | 1450/1435 mm                                                             |
| Radstand                                    | 2670 mm                                                                  | 2670 mm                                                                  | 2670 mm                                                                  |
| Abmessungen                                 | 4765 × 1720 × 1365–1390 mm                                               | 4765 × 1720 × 1365–1390 mm                                               | 4765 × 1720 × 1365–1390 mm                                               |
| Leergewicht                                 | 1225–1330 kg                                                             | 1225–1330 kg                                                             | ab 1380 kg                                                               |
| Höchstgeschwindigkeit                       | ca. 185–195 km/h                                                         | ca. 200 km/h                                                             | ca. 190 km/h                                                             |
| 0–100 km/h                                  | nicht angegeben                                                          | nicht angegeben                                                          | nicht angegeben                                                          |
| Verbrauch (l/100 km)                        | ca. 10–15 N                                                              | ca. 11–16 N                                                              | ca. 12–19 N                                                              |

### Commodore/Calais/Berlina (VG/VN/VP/VR/VS, 1988–1997)

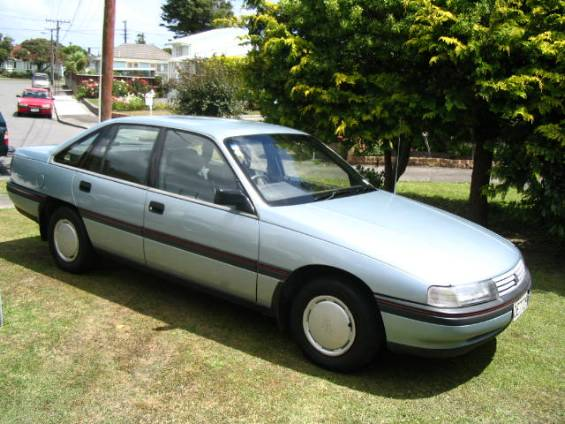
Holden Berlina VN (1988–1991)

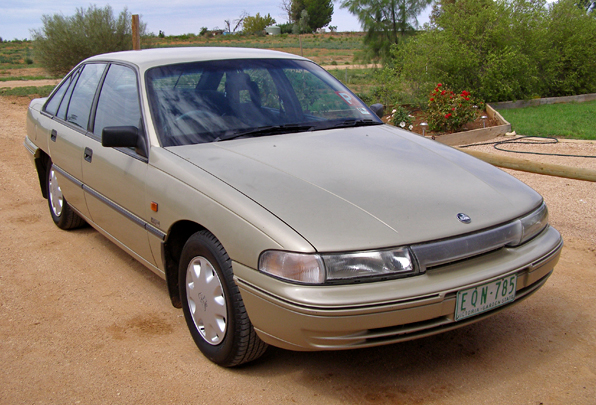
Holden Commodore VP (1991–1993)

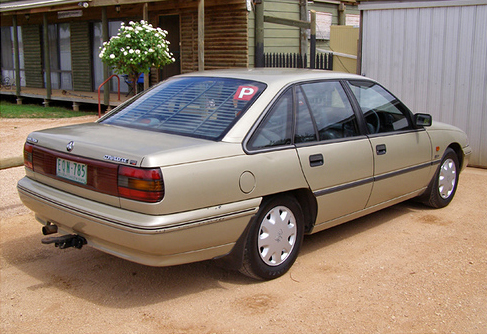
Heckansicht des Commodore VP

Der ab 1988 angebotene Commodore VN basierte auf der verlängerten Plattform des Opel Omega A, seine Karosserie stammte vom Opel Senator B. In der Größe entsprach der VN dem zeitgenössischen Ford Falcon, seinem größten Rivalen. Als VG Commodore bot Holden ab 1990 erstmals auch ein Ute-Modell auf Basis des Commodore an.
Der Commodore VN war in den Ausstattungsstufen Executive, Berlina, Calais, S und SS erhältlich, für Behörden und Flottenkunden gab es daneben eine SL-Ausführung mit abgespeckter Ausstattung. Der VN war der zweite Commodore, der von Wheels zum Auto des Jahres gekürt wurde. Die Oberklassemodelle Holden Caprice und Statesman basierten auf dem längeren Radstand der Commodore Kombi- und Ute-Modelle.
Wechselkursänderungen ließen es Holden nicht opportun erscheinen, den beliebten Nissan-Dreilitermotor weiterhin zu verwenden. Stattdessen nahm das Werk die Herstellung eines eigenen, von einem Buick-Motor abgeleiteten 3,8-Liter-V6 auf. Der Fünfliter-V8 blieb im Programm und wurde in der Leistung auf 165 kW (224 PS) gesteigert. Sowohl V6 als auch V8 verfügten über eine Multipoint-Einspritzung. Der V6 war kein Ausbund an Laufkultur, erhielt aber für seine Leistungsfähigkeit gute Noten. Für Exportmärkte, namentlich Neuseeland und Singapur, wurde der Commodore weiterhin mit Vierzylindermotor angeboten; dabei handelte es sich jetzt um einen eingespritzten Zweiliter aus dem Opel Vectra A.
Die Vierstufenautomatik von Jatco wurde im VN durch eine GM-Einheit ersetzt; daneben war das T-5-Fünfganggetriebe von BorgWarner erhältlich.
Der Commodore VN wurde auch von Toyota unter der Bezeichnung Toyota Lexcen verkauft, benannt nach dem Yachtkonstrukteur Ben Lexcen; im Gegenzug vermarktete Holden eine Zeit lang die Toyota Corolla und Camry als Holden Nova bzw. Holden Apollo.
Ferner war der Commodore VN der letzte Commodore, der auch in Neuseeland montiert wurde. Nach dem Fall der Zollgrenzen schloss Holden das dortige Montagewerk und importierte die Autos aus Australien.
Vom Commodore VN entstanden insgesamt 215.180 Stück.
Beim ab 1991 gefertigten Commodore VP handelte es sich um ein Facelift des VN; den Antrieb übernahmen die bekannten V6- und V8-Motoren, allerdings in Hinsicht auf größere Laufruhe überarbeitet. Eine Schräglenkerhinterachse ersetzte in Commodore Calais und SS die hintere Starrachse und war für die übrigen Modelle gegen Aufpreis lieferbar; dadurch wurden Straßenlage und Handling spürbar verbessert. Die Vierzylinderversion wurde gestrichen. ABS war erstmals gegen Mehrpreis zu haben.
Vom Commodore VP entstanden bis Juli 1993 insgesamt 111.770 Exemplare.
Im Juli 1993 ging der optisch moderner wirkende Commodore VR in Serie. Erkennungsmerkmal waren unter anderem runde (statt wie zuvor eckige) hintere Radausschnitte und höher gesetzte Heckleuchten. Der Calais erhielt als erstes australisches Auto einen serienmäßigen Fahrer-Airbag. ABS und die Schräglenkerhinterachse gab es nur in Verbindung mit Automatikgetriebe. Dieses wurde nun elektronisch gesteuert (Typ 4L60E). Der VR wurde von Wheels zum Auto des Jahres 1993 gewählt.
Neu im Programm war der Commodore Acclaim mit sicherheitsorientierter Ausstattung; ABS, Schräglenkerachse, Fahrerairbag und Tempomat zählten im Acclaim zur Serie.
Von dem Commodore VR wurden 165.262 Exemplaren gebaut.
Der 1995 lancierte Commodore VS entsprach optisch weitestgehend dem VR, erhielt aber überarbeitete 3,8-Liter-V6-Motoren der sogenannten ECOTEC-Serie in Saug- und Kompressorversion. Die Fünfliter-V8 blieben gegenüber dem VR unverändert. Unter Beibehaltung der Maße für Bohrung und Hub hatte GM einen praktisch komplett neuen V6 konstruiert. Der Ecotec-V6 war 13 % stärker als sein Vorgänger, verbrauchte aber 5 % weniger. Maßnahmen wie Erhöhung der Verdichtung, leichtere Kolben, überarbeitete Zylinderköpfe und größere Ventile ließen die Leistung von 130 auf 147 kW (177 auf 200 PS) steigen.
Eine chinesische Kopie des Holden Commodore VN wurde 1997 als Beijing BJ6490 hergestellt. Im Wesentlichen wurde die Karosserie des Holden auf das Fahrgestell des Beijing BJ212 Geländewagens gesetzt. Das Auto wurde von einem 2,2-Liter-4-Zylinder-Motor angetrieben, und eine Hybridversion wurde ebenfalls als BJ6490D gebaut und 1998 auf einer Automesse gezeigt.
Der VS wurde in Singapur und Malaysia als Opel Calais mit 2,6-Liter-V6 verkauft und war der letzte Commodore, der auch als Toyota Lexcen erhältlich war.
Vom Commodore VS wurden in gut zwei Jahren 277.774 Stück hergestellt.

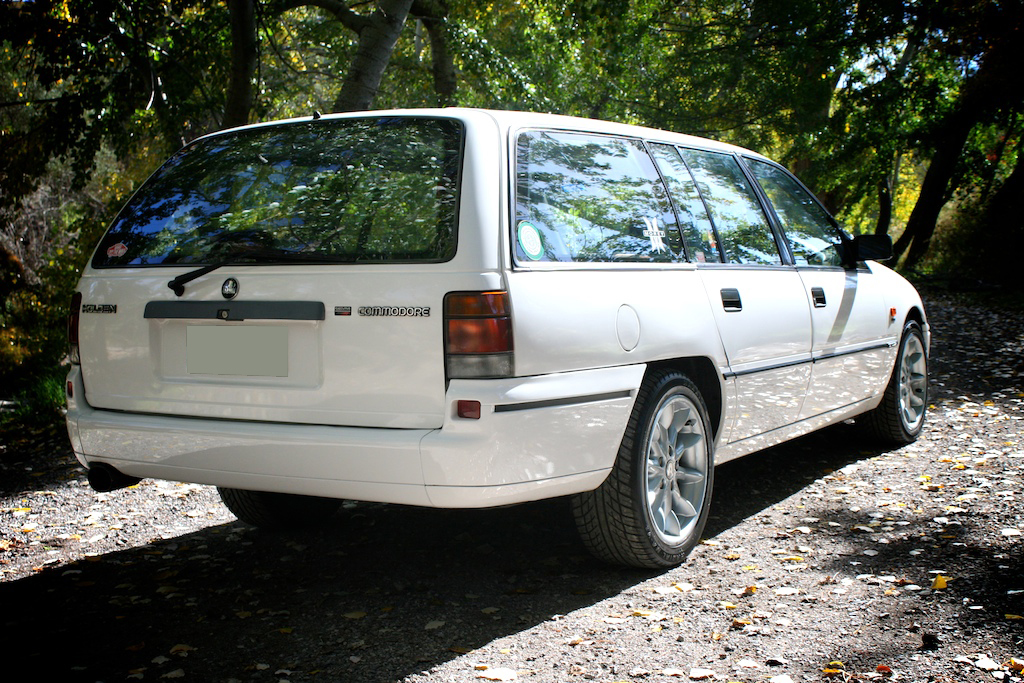
Holden Commodore VR Kombi (1993–1995)
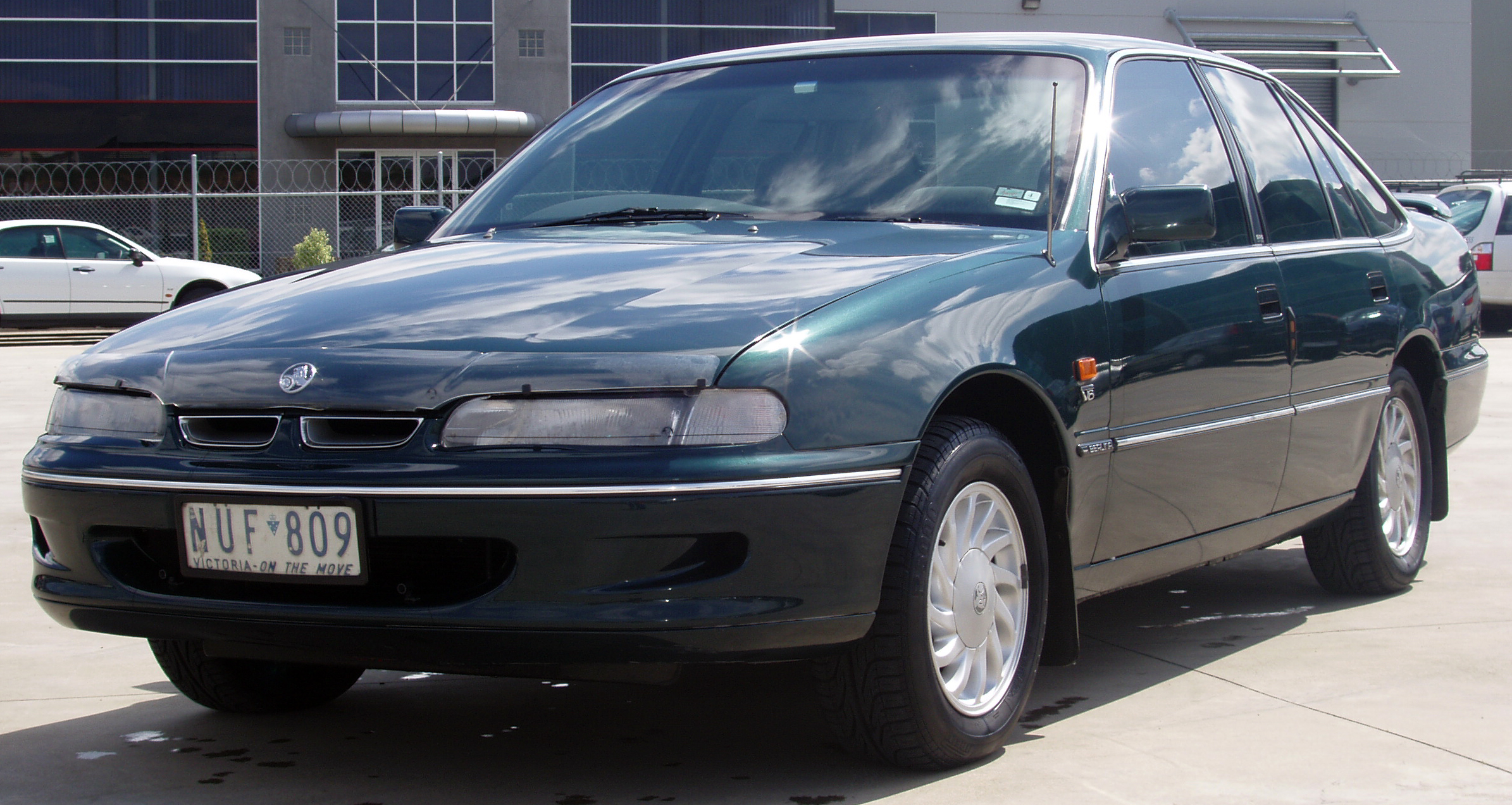
Holden Berlina VS (1995–1997)

| Technische Daten Holden Commodore VN |                                                                          |                                                                          |
| Holden Commodore                     | 3.8                                                                      | 5.0                                                                      |
| Motor                                | 6-Zylinder-V-Motor (Viertakt), Gabelwinkel 90°, vorne längs              | 8-Zylinder-V-Motor (Viertakt), Gabelwinkel 90°, vorne längs              |
| Bezeichnung                          | Buick 3800                                                               | GMH 308                                                                  |
| Hubraum                              | 3791 cm³                                                                 | 4987 cm³                                                                 |
| Bohrung × Hub                        | 96,52 × 86,36 mm                                                         | 101,6 × 76,8 mm                                                          |
| Leistung bei 1/min                   | 125–127 kW (170–173 PS) bei 4800                                         | 165 kW (224 PS) bei 4400                                                 |
| Max. Drehmoment bei 1/min            | 288–292 Nm bei 3200                                                      | 385 Nm bei 3600                                                          |
| Verdichtung                          | 8,5:1                                                                    | 8,4:1                                                                    |
| Gemischaufbereitung                  | elektronische Einspritzung                                               | elektronische Einspritzung                                               |
| Ventilsteuerung                      | zentrale Nockenwelle, Antrieb über Kette                                 | zentrale Nockenwelle, Antrieb über Kette                                 |
| Kühlung                              | Wasserkühlung                                                            | Wasserkühlung                                                            |
| Getriebe                             | 5-Gang-Getriebe a.W. Vierstufenautomatik GM THM 700 Hinterradantrieb     | 5-Gang-Getriebe a.W. Vierstufenautomatik GM THM 700 Hinterradantrieb     |
| Radaufhängung vorn                   | untere Querlenker mit Zugstreben, Federbeine, Schraubenfedern            | untere Querlenker mit Zugstreben, Federbeine, Schraubenfedern            |
| Radaufhängung hinten                 | Starrachse, Doppellängs- und Querlenker, Panhardstab, Schraubenfedern    | Starrachse, Doppellängs- und Querlenker, Panhardstab, Schraubenfedern    |
| Bremsen                              | Scheibenbremsen rundum (Durchmesser vorne 27,1–2,89 cm), Servo, a.W. ABS | Scheibenbremsen rundum (Durchmesser vorne 27,1–2,89 cm), Servo, a.W. ABS |
| Lenkung                              | Zahnstangenlenkung, Servo                                                | Zahnstangenlenkung, Servo                                                |
| Karosserie                           | Stahlblech, selbsttragend                                                | Stahlblech, selbsttragend                                                |
| Spurweite vorn/hinten                | 1453/1480 mm                                                             | 1453/1480 mm                                                             |
| Radstand                             | 2731 mm Kombi 2821 mm                                                    | 2731 mm Kombi 2821 mm                                                    |
| Abmessungen                          | Lim.: 4850 × 1794 × 1403 mm Kombi: 4866 × 1794 × 1512 mm                 | Lim.: 4850 × 1794 × 1403 mm Kombi: 4866 × 1794 × 1512 mm                 |
| Leergewicht                          | 1310–1423 kg                                                             | 1310–1423 kg                                                             |
| Höchstgeschwindigkeit                | 195–212 km/h                                                             | 204–228 km/h                                                             |
| 0–100 km/h                           | 7,7–8,8 s                                                                | 7,3–7,9 s                                                                |
| Verbrauch (l/100 km)                 | n. a.                                                                    | n. a.                                                                    |

| Technische Daten Holden Commodore VP |                                                                          |                                                                          |                                                                          |
| Holden Commodore                     | 3.8                                                                      | 5.0                                                                      | 5.0 HO                                                                   |
| Motor                                | 6-Zylinder-V-Motor (Viertakt), Gabelwinkel 90°, vorne längs              | 8-Zylinder-V-Motor (Viertakt), Gabelwinkel 90°, vorne längs              | 8-Zylinder-V-Motor (Viertakt), Gabelwinkel 90°, vorne längs              |
| Bezeichnung                          | Buick 3800                                                               | GMH 308                                                                  | GMH 308                                                                  |
| Hubraum                              | 3791 cm³                                                                 | 4987 cm³                                                                 | 4987 cm³                                                                 |
| Bohrung × Hub                        | 96,52 × 86,36 mm                                                         | 101,6 × 76,8 mm                                                          | 101,6 × 76,8 mm                                                          |
| Leistung bei 1/min                   | 127 kW (173 PS) bei 4800                                                 | 165 kW (224 PS) bei 4400                                                 | 180 kW (245 PS) bei 4600                                                 |
| Max. Drehmoment bei 1/min            | 293 Nm bei 3600                                                          | 385 Nm bei 3600                                                          | 400 Nm bei 3800                                                          |
| Verdichtung                          | 8,5:1                                                                    | 8,4:1                                                                    | 8,4:1                                                                    |
| Gemischaufbereitung                  | elektronische Einspritzung                                               | elektronische Einspritzung                                               | elektronische Einspritzung                                               |
| Ventilsteuerung                      | zentrale Nockenwelle, Antrieb über Kette                                 | zentrale Nockenwelle, Antrieb über Kette                                 | zentrale Nockenwelle, Antrieb über Kette                                 |
| Kühlung                              | Wasserkühlung                                                            | Wasserkühlung                                                            | Wasserkühlung                                                            |
| Getriebe                             | 5-Gang-Getriebe a.W. Vierstufenautomatik GM THM 700 Hinterradantrieb     | 5-Gang-Getriebe a.W. Vierstufenautomatik GM THM 700 Hinterradantrieb     | 5-Gang-Getriebe a.W. Vierstufenautomatik GM THM 700 Hinterradantrieb     |
| Radaufhängung vorn                   | Untere Querlenker mit Zugstreben, Federbeine, Schraubenfedern            | Untere Querlenker mit Zugstreben, Federbeine, Schraubenfedern            | Untere Querlenker mit Zugstreben, Federbeine, Schraubenfedern            |
| Radaufhängung hinten                 | Starrachse, Doppellängs- und Querlenker, Panhardstab, Schraubenfedern    | Starrachse, Doppellängs- und Querlenker, Panhardstab, Schraubenfedern    | Starrachse, Doppellängs- und Querlenker, Panhardstab, Schraubenfedern    |
| Bremsen                              | Scheibenbremsen rundum (Durchmesser vorne 27,1–2,89 cm), Servo, a.W. ABS | Scheibenbremsen rundum (Durchmesser vorne 27,1–2,89 cm), Servo, a.W. ABS | Scheibenbremsen rundum (Durchmesser vorne 27,1–2,89 cm), Servo, a.W. ABS |
| Lenkung                              | Zahnstangenlenkung, Servo                                                | Zahnstangenlenkung, Servo                                                | Zahnstangenlenkung, Servo                                                |
| Karosserie                           | Stahlblech, selbsttragend                                                | Stahlblech, selbsttragend                                                | Stahlblech, selbsttragend                                                |
| Spurweite vorn/hinten                | 1451/1478 mm                                                             | 1451/1478 mm                                                             | 1451/1478 mm                                                             |
| Radstand                             | 2730 mm Kombi 2821 mm                                                    | 2730 mm Kombi 2821 mm                                                    | 2730 mm Kombi 2821 mm                                                    |
| Abmessungen                          | Lim.: 4891 × 1812 × 1403 mm Kombi: 4866 × 1812 × 1512 mm                 | Lim.: 4891 × 1812 × 1403 mm Kombi: 4866 × 1812 × 1512 mm                 | Lim.: 4891 × 1812 × 1403 mm Kombi: 4866 × 1812 × 1512 mm                 |
| Leergewicht                          | ab 1332 kg                                                               | ab 1332 kg                                                               | ab 1332 kg                                                               |
| Höchstgeschwindigkeit                | 205–214 km/h                                                             | 215 km/h                                                                 | 215 km/h                                                                 |
| 0–100 km/h                           | 7,5–9,6 s                                                                | 8,1 s                                                                    | 8,1 s                                                                    |
| Verbrauch (l/100 km)                 | n. a.                                                                    | n. a.                                                                    | n. a.                                                                    |

| Technische Daten Holden Commodore VR (1995) | | | |
| Holden Commodore                            | 3.8 | 5.0 | 5.7 |
| Motor                                       | 6-Zylinder-V-Motor (Viertakt), Gabelwinkel 90°, vorne längs                                                             | 8-Zylinder-V-Motor (Viertakt), Gabelwinkel 90°, vorne längs                                                             | 8-Zylinder-V-Motor (Viertakt), Gabelwinkel 90°, vorne längs                                                             |
| Bezeichnung                                 | Buick 3800 | GMH 308 | GMH 350 |
| Hubraum                                     | 3791 cm³ | 4987 cm³ | 5733 cm³ |
| Bohrung × Hub                               | 96,52 × 86,36 mm | 101,6 × 76,8 mm | 101,6 × 88,4 mm |
| Leistung bei 1/min                          | 130 kW (177 PS) bei 4800                                                                                                | 165–185 kW (225–252 PS) bei 4600                                                                                        | 215 kW (292 PS) bei 5000                                                                                                |
| Max. Drehmoment bei 1/min                   | 295 Nm bei 3200 | 385–400 Nm bei 3600 | 470 Nm bei 3600 |
| Verdichtung                                 | 9,0:1 | 8,4:1 | 10,5:1 |
| Gemischaufbereitung                         | elektronische Einspritzung                                                                                              | elektronische Einspritzung                                                                                              | elektronische Einspritzung                                                                                              |
| Ventilsteuerung                             | zentrale Nockenwelle, Antrieb über Kette                                                                                | zentrale Nockenwelle, Antrieb über Kette                                                                                | zentrale Nockenwelle, Antrieb über Kette                                                                                |
| Kühlung                                     | Wasserkühlung | Wasserkühlung | Wasserkühlung |
| Getriebe                                    | 5-Gang-Getriebe (GTS 6-Gang-Getriebe) a.W. Vierstufenautomatik GM THM 700 Hinterradantrieb                              | 5-Gang-Getriebe (GTS 6-Gang-Getriebe) a.W. Vierstufenautomatik GM THM 700 Hinterradantrieb                              | 5-Gang-Getriebe (GTS 6-Gang-Getriebe) a.W. Vierstufenautomatik GM THM 700 Hinterradantrieb                              |
| Radaufhängung vorn                          | untere Querlenker mit Zugstreben, Federbeine, Schraubenfedern                                                           | untere Querlenker mit Zugstreben, Federbeine, Schraubenfedern                                                           | untere Querlenker mit Zugstreben, Federbeine, Schraubenfedern                                                           |
| Radaufhängung hinten                        | Starrachse, Doppellängs- und Querlenker, Panhardstab a.W. Einzelradaufhängung (IRS) mit Schräglernkern, Schraubenfedern | Starrachse, Doppellängs- und Querlenker, Panhardstab a.W. Einzelradaufhängung (IRS) mit Schräglernkern, Schraubenfedern | Starrachse, Doppellängs- und Querlenker, Panhardstab a.W. Einzelradaufhängung (IRS) mit Schräglernkern, Schraubenfedern |
| Bremsen                                     | Scheibenbremsen rundum (Durchmesser vorne 27–33 cm, hinten 27–28 cm), Servo, a.W. ABS                                   | Scheibenbremsen rundum (Durchmesser vorne 27–33 cm, hinten 27–28 cm), Servo, a.W. ABS                                   | Scheibenbremsen rundum (Durchmesser vorne 27–33 cm, hinten 27–28 cm), Servo, a.W. ABS                                   |
| Lenkung                                     | Zahnstangenlenkung, Servo                                                                                               | Zahnstangenlenkung, Servo                                                                                               | Zahnstangenlenkung, Servo                                                                                               |
| Karosserie                                  | Stahlblech, selbsttragend                                                                                               | Stahlblech, selbsttragend                                                                                               | Stahlblech, selbsttragend                                                                                               |
| Spurweite vorn/hinten                       | 1490/1480–1490 mm | 1490/1480–1490 mm | 1490/1480–1490 mm |
| Radstand                                    | 2730 mm Kombi 2820 mm                                                                                                   | 2730 mm Kombi 2820 mm                                                                                                   | 2730 mm Kombi 2820 mm                                                                                                   |
| Abmessungen                                 | Lim.: 4860 × 1795 × 1440 mm Kombi: 4905 × 1795 × 1480 mm                                                                | Lim.: 4860 × 1795 × 1440 mm Kombi: 4905 × 1795 × 1480 mm                                                                | Lim.: 4860 × 1795 × 1440 mm Kombi: 4905 × 1795 × 1480 mm                                                                |
| Leergewicht                                 | 1360–1480 kg | ab 1420 kg | ca. 1600 kg |
| Höchstgeschwindigkeit                       | ca. 190–200 km/h | ca. 210–230 km/h | ca. 250 km/h |
| 0–100 km/h                                  | 8,3–8,5 s | 8,0–8,7 s | 6,5 s |
| Verbrauch (l/100 km)                        | ca. 9–15 S | ca. 10–17 S | ca. 10–17 S |

| Technische Daten Holden Commodore VS |                                                                  |                                                                  |                                                                  |                                                                  |
| Holden Commodore                     | 3.8                                                              | 3.8 Kompressor                                                   | 5.0                                                              | 5.0 HO                                                           |
| Motor                                | 6-Zylinder-V-Motor (Viertakt), Gabelwinkel 90°, vorne längs      | 6-Zylinder-V-Motor (Viertakt), Gabelwinkel 90°, vorne längs      | 8-Zylinder-V-Motor (Viertakt), Gabelwinkel 90°, vorne längs      | 8-Zylinder-V-Motor (Viertakt), Gabelwinkel 90°, vorne längs      |
| Bezeichnung                          | Ecotec/Buick 3800                                                | Ecotec Supercharged/Buick 3800                                   | GMH 308                                                          | GMH 308                                                          |
| Hubraum                              | 3791 cm³                                                         | 3791 cm³                                                         | 4981 cm³                                                         | 4981 cm³                                                         |
| Bohrung × Hub                        | 96,52 × 86,36 mm                                                 | 96,52 × 86,36 mm                                                 | 101,6 × 76,8 mm                                                  | 101,6 × 76,8 mm                                                  |
| Leistung bei 1/min                   | 147 kW (200 PS) bei 5200                                         | 165 kW (224 PS) bei 5200                                         | 165 kW (224 PS) bei 4400                                         | 168–185 kW (228–252 PS) bei 4600                                 |
| Max. Drehmoment bei 1/min            | 304 Nm bei 3600                                                  | 370 Nm bei 3200                                                  | 385 Nm bei 3600                                                  | 395–400 Nm bei 3600                                              |
| Verdichtung                          | 9,4:1                                                            | 8,5:1                                                            | 8,4:1                                                            | 8,4:1                                                            |
| Gemischaufbereitung                  | elektronische Einspritzung                                       | elektronische Einspritzung                                       | elektronische Einspritzung                                       | elektronische Einspritzung                                       |
| Ventilsteuerung                      | zentrale Nockenwelle, Antrieb über Kette                         | zentrale Nockenwelle, Antrieb über Kette                         | zentrale Nockenwelle, Antrieb über Kette                         | zentrale Nockenwelle, Antrieb über Kette                         |
| Kühlung                              | Wasserkühlung                                                    | Wasserkühlung                                                    | Wasserkühlung                                                    | Wasserkühlung                                                    |
| Getriebe                             | 5-Gang-Getriebe a.W. Vierstufenautomatik GM THM Hinterradantrieb | 5-Gang-Getriebe a.W. Vierstufenautomatik GM THM Hinterradantrieb | 5-Gang-Getriebe a.W. Vierstufenautomatik GM THM Hinterradantrieb | 5-Gang-Getriebe a.W. Vierstufenautomatik GM THM Hinterradantrieb |
| Radaufhängung vorn                   | untere Querlenker mit Zugstreben, Federbeine, Schraubenfedern    | untere Querlenker mit Zugstreben, Federbeine, Schraubenfedern    | untere Querlenker mit Zugstreben, Federbeine, Schraubenfedern    | untere Querlenker mit Zugstreben, Federbeine, Schraubenfedern    |
| Radaufhängung hinten                 | Einzelradaufhängung (IRS) mit Schräglernkern, Schraubenfedern    | Einzelradaufhängung (IRS) mit Schräglernkern, Schraubenfedern    | Einzelradaufhängung (IRS) mit Schräglernkern, Schraubenfedern    | Einzelradaufhängung (IRS) mit Schräglernkern, Schraubenfedern    |
| Bremsen                              | Scheibenbremsen rundum, Servo, a.W. ABS                          | Scheibenbremsen rundum, Servo, a.W. ABS                          | Scheibenbremsen rundum, Servo, a.W. ABS                          | Scheibenbremsen rundum, Servo, a.W. ABS                          |
| Lenkung                              | Zahnstangenlenkung, Servo                                        | Zahnstangenlenkung, Servo                                        | Zahnstangenlenkung, Servo                                        | Zahnstangenlenkung, Servo                                        |
| Karosserie                           | Stahlblech, selbsttragend                                        | Stahlblech, selbsttragend                                        | Stahlblech, selbsttragend                                        | Stahlblech, selbsttragend                                        |
| Spurweite vorn/hinten                | 1570/1585 mm                                                     | 1570/1585 mm                                                     | 1570/1585 mm                                                     | 1570/1585 mm                                                     |
| Radstand                             | 2790 mm Kombi 2930 mm                                            | 2790 mm Kombi 2930 mm                                            | 2790 mm Kombi 2930 mm                                            | 2790 mm Kombi 2930 mm                                            |
| Abmessungen                          | Lim.: 4880 × 1840 × 1450 mm Kombi: 5040 × 1845 × 1545 mm         | Lim.: 4880 × 1840 × 1450 mm Kombi: 5040 × 1845 × 1545 mm         | Lim.: 4880 × 1840 × 1450 mm Kombi: 5040 × 1845 × 1545 mm         | Lim.: 4880 × 1840 × 1450 mm Kombi: 5040 × 1845 × 1545 mm         |
| Leergewicht                          | 1385–1539 kg                                                     | 1385–1539 kg                                                     | 1385–1539 kg                                                     | 1385–1539 kg                                                     |
| Höchstgeschwindigkeit                | 195–216 km/h                                                     | n. a.                                                            | 230–240 km/h                                                     | 230–240 km/h                                                     |
| 0–100 km/h                           | 7,7–9,6 s                                                        | n. a.                                                            | 7,3–8,9 s                                                        | 7,3–8,9 s                                                        |
| Verbrauch (l/100 km)                 | nicht angegeben                                                  | nicht angegeben                                                  | nicht angegeben                                                  | nicht angegeben                                                  |

### Commodore/Calais/Berlina (VT/VX/VY/VZ, 1997–2006)

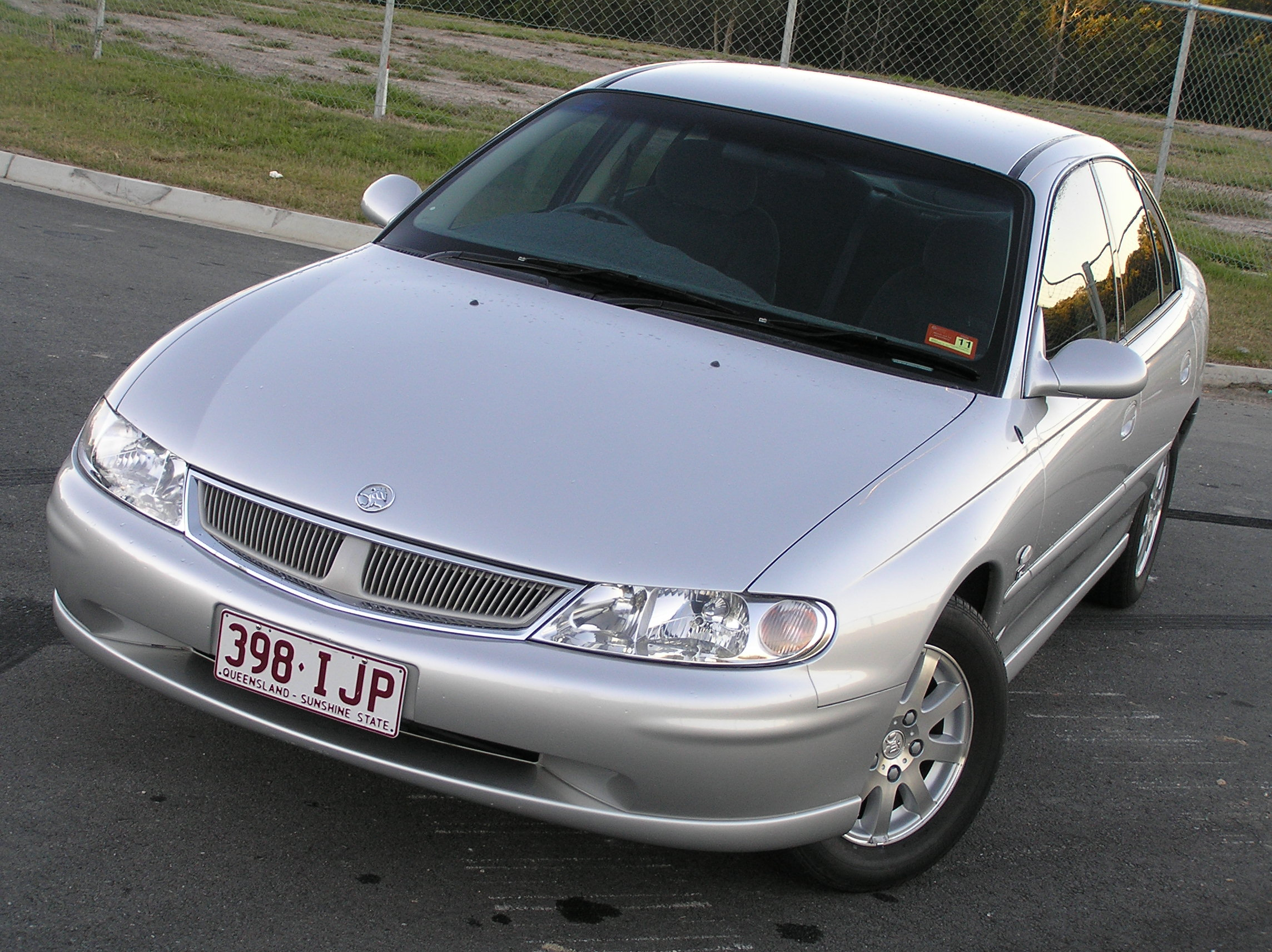
Holden Berlina VX (2000–2002)

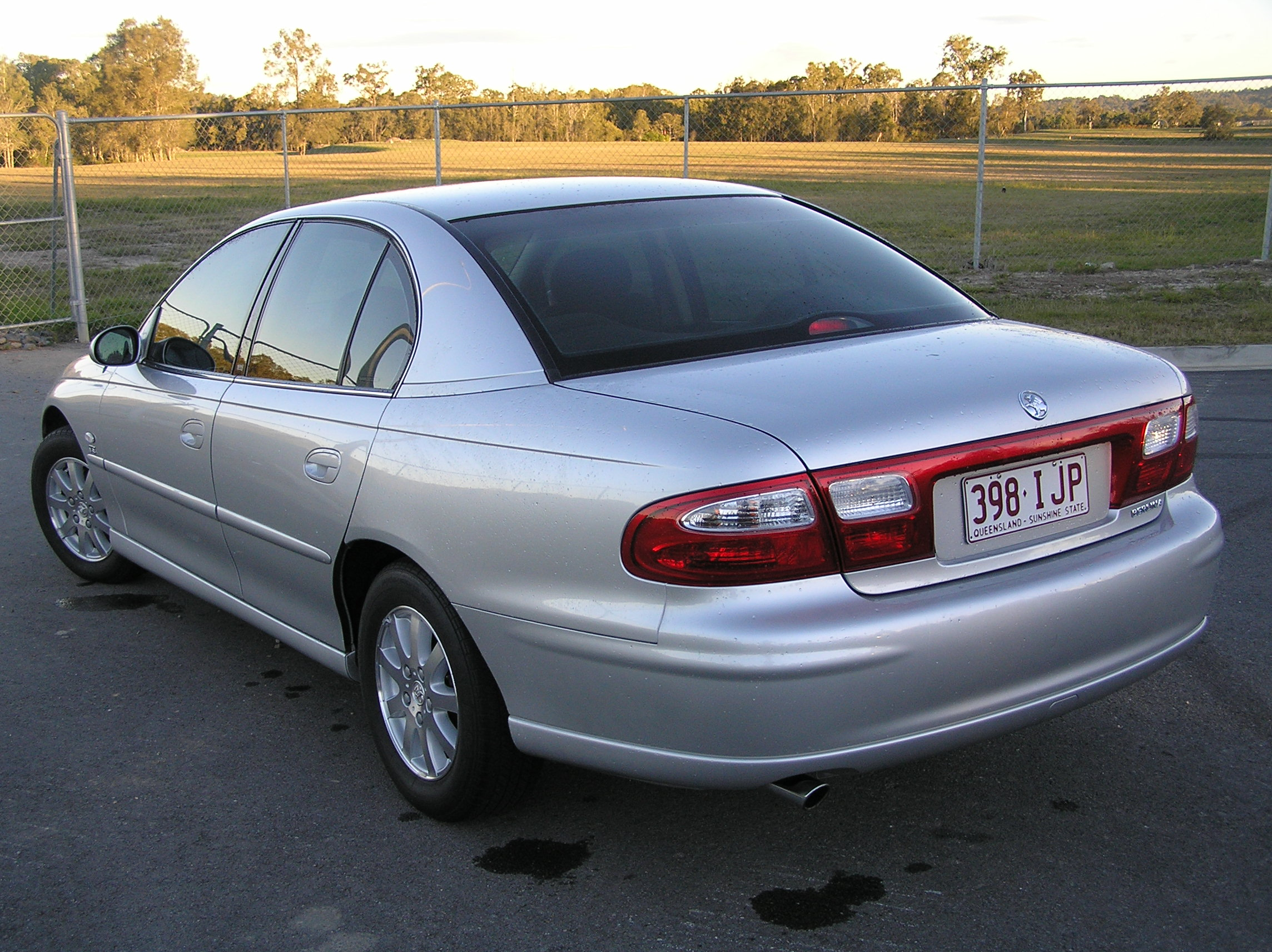
Heckansicht des Berlina VX

Auch der 1997 vorgestellte und bis 2000 in 303.895 Exemplaren gebaute Commodore VT basierte auf der vergrößerten Plattform des Opel Omega. Ab VT besaßen sämtliche Commodore-Modelle die Schräglenkerhinterachse serienmäßig. Allerdings konnte übergroße Belastung der Achse, etwa im Hängerbetrieb, dazu führen, dass sie sich verstellte, was erhöhten Reifenverschleiß verursachte.
1999 erfuhr der Commodore VT eine leichte Überarbeitung in Gestalt der Serie II, wobei der Holden-Fünfliter durch einen aus den USA stammenden 5,7-Liter-V8 ersetzt wurde, der anfangs 220 kW (299 PS) leistete, später bis zu 250 kW (340 PS). Vom Commodore Calais aufwärts waren erstmals Seitenairbags gegen Aufpreis erhältlich.
1997 erhielt der Commodore VT zum vierten Mal die Auszeichnung zum Auto des Jahres von der Zeitschrift Wheels.
Im Oktober 2000 ging der Commodore VX in Serie; der V6 leistete hier dank Änderungen an der Motorsteuerung 152 kW (207 PS); bei der Serie II des VX (ab 2001) wurde die Hinterachse modifiziert, um die Spurstabilität zu verbessern.
Den Commodore VX gab es in den Ausstattungsvarianten Executive, Acclaim, Berlina, Calais, S und SS; Executive, Acclaim und Berlina waren auch als Kombi lieferbar. Bis Herbst 2002 liefen 211.125 Commodore VX von den Bändern.
Der Commodore VY wurde von September 2002 bis August 2004 produziert, ab August 2003 als VY Serie II.
Beim VY handelte es sich um einen umfassend überarbeiteten VX mit geänderter Front- und Heckpartie und renoviertem Interieur mit neuem Armaturenbrett, Mittelkonsole und Lenkrad sowie neu gestalteten Schalt- und Handbremshebeln. In den teureren Varianten waren automatisch sich zu- oder ausschaltende Scheinwerfer, Blaupunkt-Radio, Intervallscheibenwischer und Beifahrerairbags serienmäßig.
Das Modellprogramm umfasste Executive, Acclaim, Berlina, Calais, S, SV8 und SS; die ersten drei waren wiederum auch als Kombi zu haben. 241.909 Stück wurden in zwei Jahren gebaut.

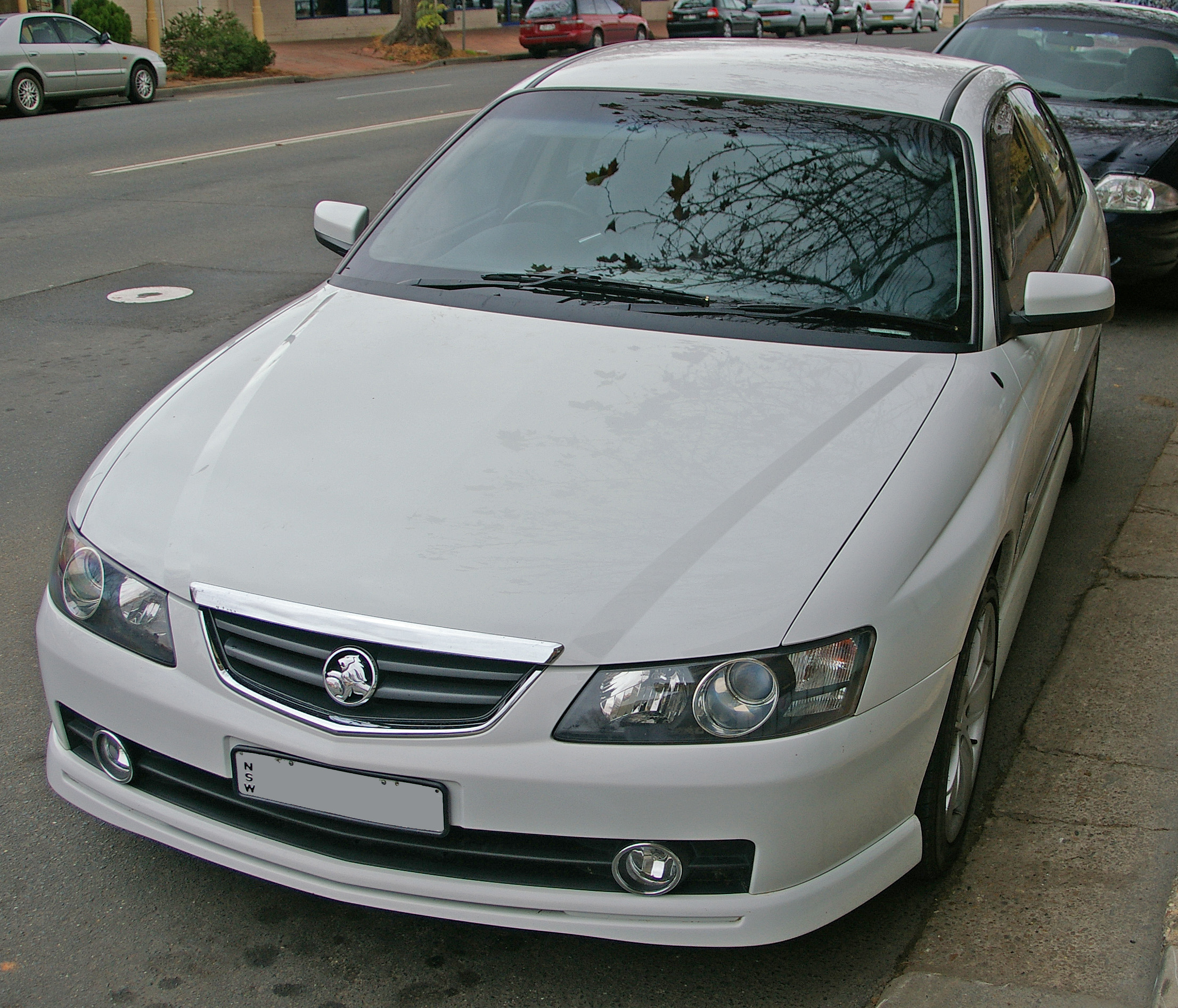
Holden Calais VY (2002–2004)

Der im August 2004 eingeführte Commodore VZ besaß, neben dem unveränderten 5,7-Liter-V8, völlig neue 3,6-Liter-Alloytec-V6-Motoren mit zwei obenliegenden Nockenwellen und Leistungen von 175 kW (238 PS) bis 190 kW (258 PS); Varianten dieses Triebwerks arbeiteten auch im Alfa Romeo 159 und, mit Turbolader, im Saab 9-3 Aero.
Neu waren ferner eine GM-Fünfstufenautomatik (Typ 5L40E) und ein Sechsgang-Schaltgetriebe von Aisin für die sportlichen Modelle.
Im Januar 2006 kam der Sechsliter-V8 (Typ L76) ins Holden-Programm; dieser Motor verzichtete auf die Zylinderabschaltung und die variable Ventilsteuerung, die ihn in der US-Version auszeichnete.
Der Commodore VZ wurde als Executive, Acclaim, Berlina, Calais, SV6, SV8 und SS angeboten; von Executive, Berlina und Acclaim gab es wie zuvor wieder Kombiversionen.
Während die Limousinen im August 2006 vom Commodore VE abgelöst wurden, blieben die Kombis und Pickups bis zum Erscheinen des Nachfolgers im Jahr 2007 in Produktion.

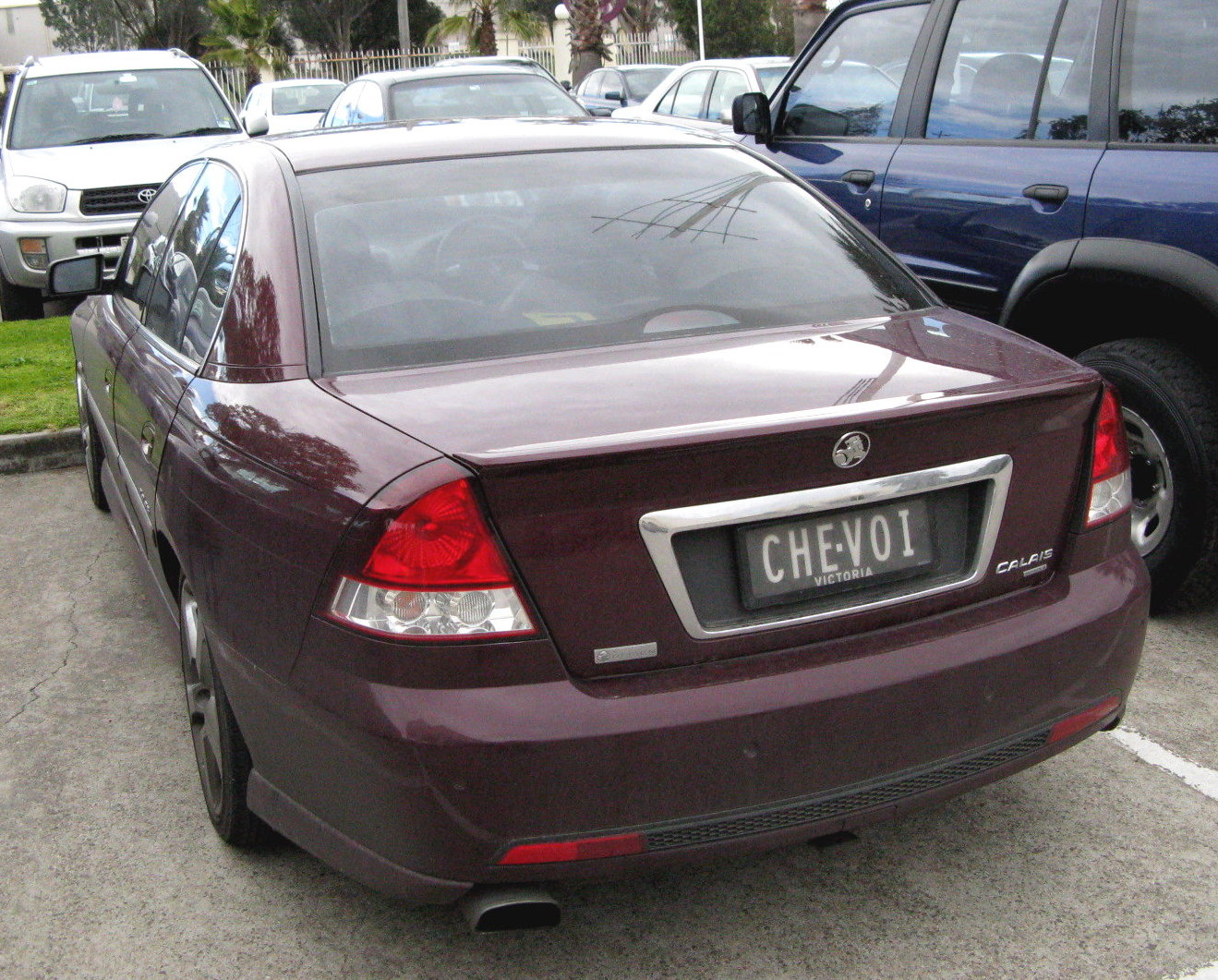
Heckansicht des Calais VY
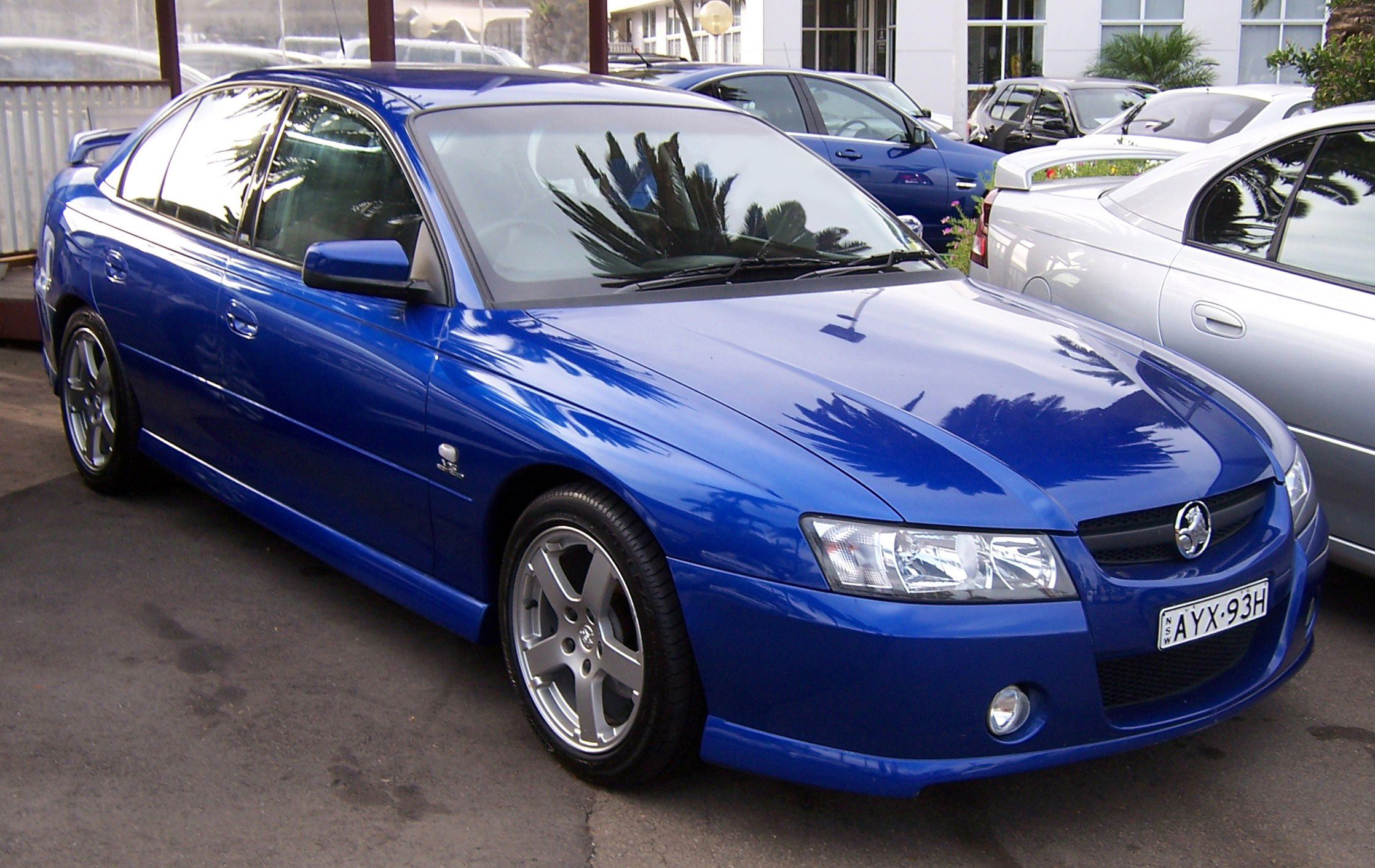
Holden Commodore VZ SV6 (2004–2006)

| Technische Daten Holden Commodore VT (1997) |                                                                  |                                                                  |                                                                  |                                                                  |             |
| Holden Commodore                            | 3.8                                                              | 3.8 Kompressor                                                   | 5.0                                                              | 5.0 HO                                                           |             |
| Motor                                       | 6-Zylinder-V-Motor (Viertakt), Gabelwinkel 90°, vorne längs      | 6-Zylinder-V-Motor (Viertakt), Gabelwinkel 90°, vorne längs      | 8-Zylinder-V-Motor (Viertakt), Gabelwinkel 90°, vorne längs      | 8-Zylinder-V-Motor (Viertakt), Gabelwinkel 90°, vorne längs      |             |
| Bezeichnung                                 | Ecotec/Buick 3800                                                | Ecotec Supercharged/Buick 3800                                   | GMH 308                                                          | GMH 308                                                          |             |
| Hubraum                                     | 3791 cm³                                                         | 3791 cm³                                                         | 4981 cm³                                                         | 4981 cm³                                                         |             |
| Bohrung × Hub                               | 96,52 × 86,36 mm                                                 | 96,52 × 86,36 mm                                                 | 101,6 × 76,8 mm                                                  | 101,6 × 76,8 mm                                                  |             |
| Leistung bei 1/min                          | 147 kW (200 PS) bei 5200                                         | 171 kW (233 PS) bei 5200                                         | 179 kW (243 PS) bei 4800                                         | 195 kW (265 PS) bei 5200                                         |             |
| Max. Drehmoment bei 1/min                   | 304 Nm bei 3600                                                  | 375 Nm bei 3000                                                  | 400 Nm bei 3600                                                  | 430 Nm bei 3600                                                  |             |
| Verdichtung                                 | 9,4:1                                                            | 8,5:1                                                            | 8,8:1                                                            | 8,8:1                                                            |             |
| Gemischaufbereitung                         | Elektronische Einspritzung                                       | Elektronische Einspritzung                                       | Elektronische Einspritzung                                       | Elektronische Einspritzung                                       |             |
| Ventilsteuerung                             | zentrale Nockenwelle, Antrieb über Kette                         | zentrale Nockenwelle, Antrieb über Kette                         | zentrale Nockenwelle, Antrieb über Kette                         | zentrale Nockenwelle, Antrieb über Kette                         |             |
| Kühlung                                     | Wasserkühlung                                                    | Wasserkühlung                                                    | Wasserkühlung                                                    | Wasserkühlung                                                    |             |
| Getriebe                                    | 5-Gang-Getriebe a.W. Vierstufenautomatik GM THM Hinterradantrieb | 5-Gang-Getriebe a.W. Vierstufenautomatik GM THM Hinterradantrieb | 5-Gang-Getriebe a.W. Vierstufenautomatik GM THM Hinterradantrieb | 5-Gang-Getriebe a.W. Vierstufenautomatik GM THM Hinterradantrieb |             |
| Radaufhängung vorn                          | untere Querlenker mit Zugstreben, Federbeine, Schraubenfedern    | untere Querlenker mit Zugstreben, Federbeine, Schraubenfedern    | untere Querlenker mit Zugstreben, Federbeine, Schraubenfedern    | untere Querlenker mit Zugstreben, Federbeine, Schraubenfedern    |             |
| Radaufhängung hinten                        | Einzelradaufhängung (IRS) mit Schräglernkern, Schraubenfedern    | Einzelradaufhängung (IRS) mit Schräglernkern, Schraubenfedern    | Einzelradaufhängung (IRS) mit Schräglernkern, Schraubenfedern    | Einzelradaufhängung (IRS) mit Schräglernkern, Schraubenfedern    |             |
| Bremsen                                     | Scheibenbremsen rundum, Servo, a.W. ABS                          | Scheibenbremsen rundum, Servo, a.W. ABS                          | Scheibenbremsen rundum, Servo, a.W. ABS                          | Scheibenbremsen rundum, Servo, a.W. ABS                          |             |
| Lenkung                                     | Zahnstangenlenkung, Servo                                        | Zahnstangenlenkung, Servo                                        | Zahnstangenlenkung, Servo                                        | Zahnstangenlenkung, Servo                                        |             |
| Karosserie                                  | Stahlblech, selbsttragend                                        | Stahlblech, selbsttragend                                        | Stahlblech, selbsttragend                                        | Stahlblech, selbsttragend                                        |             |
| Spurweite vorn/hinten                       | 1570/1585 mm                                                     | 1570/1585 mm                                                     | 1570/1585 mm                                                     | 1570/1585 mm                                                     |             |
| Radstand                                    | 2790 mm Kombi 2930 mm                                            | 2790 mm Kombi 2930 mm                                            | 2790 mm Kombi 2930 mm                                            | 2790 mm Kombi 2930 mm                                            |             |
| Abmessungen                                 | Lim.: 4880 × 1840 × 1450 mm Kombi: 5040 × 1845 × 1545 mm         | Lim.: 4880 × 1840 × 1450 mm Kombi: 5040 × 1845 × 1545 mm         | Lim.: 4880 × 1840 × 1450 mm Kombi: 5040 × 1845 × 1545 mm         | Lim.: 4880 × 1840 × 1450 mm Kombi: 5040 × 1845 × 1545 mm         |             |
| Leergewicht                                 | 1550–1610 kg                                                     | 1550–1610 kg                                                     | 1630–1690 kg                                                     | 1630–1690 kg                                                     |             |
| Höchstgeschwindigkeit                       | 200+ km/h                                                        | ca. 210 km/h                                                     | ca. 240 km/h                                                     | ca. 240 km/h                                                     |             |
| 0–100 km/h                                  | 9,0 s                                                            | 8,5 s                                                            | 7,0 s                                                            | 7,0 s                                                            |             |
| Verbrauch (l/100 km)                        | ca. 8–10,5 S                                                     |                                                                  | ca. 10–15 S                                                      | ca. 10–17 S                                                      | ca. 10–17 S |

| Technische Daten Holden Commodore VX (2002) |                                                                  |                                                                  |                                                                  |
| Holden Commodore                            | 3.8                                                              | 3.8 Kompressor                                                   | 5.7                                                              |
| Motor                                       | 6-Zylinder-V-Motor (Viertakt), Gabelwinkel 90°, vorne längs      | 6-Zylinder-V-Motor (Viertakt), Gabelwinkel 90°, vorne längs      | 8-Zylinder-V-Motor (Viertakt), Gabelwinkel 90°, vorne längs      |
| Bezeichnung                                 | Ecotec/Buick 3800                                                | Ecotec Supercharged/Buick 3800                                   | Gen III V8                                                       |
| Hubraum                                     | 3791 cm³                                                         | 3791 cm³                                                         | 5665 cm³                                                         |
| Bohrung × Hub                               | 96,52 × 86,36 mm                                                 | 96,52 × 86,36 mm                                                 | 99 × 92 mm                                                       |
| Leistung bei 1/min                          | 152 kW (207 PS) bei 5200                                         | 171 kW (233 PS) bei 5200                                         | 225 kW (306 PS) bei 5200                                         |
| Max. Drehmoment bei 1/min                   | 305 Nm bei 3600                                                  | 375 Nm bei 3000                                                  | 460 Nm bei 4400                                                  |
| Verdichtung                                 | 9,4:1                                                            | 8,5:1                                                            | 10,1:1                                                           |
| Gemischaufbereitung                         | elektronische Einspritzung                                       | elektronische Einspritzung                                       | elektronische Einspritzung                                       |
| Ventilsteuerung                             | zentrale Nockenwelle, Antrieb über Kette                         | zentrale Nockenwelle, Antrieb über Kette                         | zentrale Nockenwelle, Antrieb über Kette                         |
| Kühlung                                     | Wasserkühlung                                                    | Wasserkühlung                                                    | Wasserkühlung                                                    |
| Getriebe                                    | 5-Gang-Getriebe a.W. Vierstufenautomatik GM THM Hinterradantrieb | 5-Gang-Getriebe a.W. Vierstufenautomatik GM THM Hinterradantrieb | 6-Gang-Getriebe a.W. Vierstufenautomatik GM THM Hinterradantrieb |
| Radaufhängung vorn                          | untere Querlenker mit Zugstreben, Federbeine, Schraubenfedern    | untere Querlenker mit Zugstreben, Federbeine, Schraubenfedern    | untere Querlenker mit Zugstreben, Federbeine, Schraubenfedern    |
| Radaufhängung hinten                        | Einzelradaufhängung (IRS) mit Schräglernkern, Schraubenfedern    | Einzelradaufhängung (IRS) mit Schräglernkern, Schraubenfedern    | Einzelradaufhängung (IRS) mit Schräglernkern, Schraubenfedern    |
| Bremsen                                     | Scheibenbremsen rundum, Servo, ABS                               | Scheibenbremsen rundum, Servo, ABS                               | Scheibenbremsen rundum, Servo, ABS                               |
| Lenkung                                     | Zahnstangenlenkung, Servo                                        | Zahnstangenlenkung, Servo                                        | Zahnstangenlenkung, Servo                                        |
| Karosserie                                  | Stahlblech, selbsttragend                                        | Stahlblech, selbsttragend                                        | Stahlblech, selbsttragend                                        |
| Spurweite vorn/hinten                       | 1570/1585 mm                                                     | 1570/1585 mm                                                     | 1570/1585 mm                                                     |
| Radstand                                    | 2790 mm Kombi 2940 mm                                            | 2790 mm Kombi 2940 mm                                            | 2790 mm Kombi 2940 mm                                            |
| Abmessungen                                 | Lim.: 4890 × 1840 × 1450 mm Kombi: 5040 × 1845 × 1545 mm         | Lim.: 4890 × 1840 × 1450 mm Kombi: 5040 × 1845 × 1545 mm         | Lim.: 4890 × 1840 × 1450 mm Kombi: 5040 × 1845 × 1545 mm         |
| Leergewicht                                 | 1525–1585 kg                                                     | 1600–1650 kg                                                     | 1595–1690 kg                                                     |
| Höchstgeschwindigkeit                       | 200+ km/h                                                        | ca. 210+ km/h                                                    | ca. 240+ km/h                                                    |
| 0–100 km/h                                  | 9–9,5 s                                                          | 8,5 s                                                            | 6–7,7 s                                                          |
| Verbrauch (l/100 km)                        | 6,6–10,0 S                                                       | 7,6–13,0 S                                                       | 7,4–13,5 S                                                       |

| Technische Daten Holden Commodore VZ (2006) |                                                                  |                                                                  |                                                                  |                                                                  |
| Holden Commodore                            | 3.6                                                              | 3.6 HO                                                           | 5.7                                                              | 5.7 SS                                                           |
| Motor                                       | 6-Zylinder-V-Motor (Viertakt), Gabelwinkel 90°, vorne längs      | 6-Zylinder-V-Motor (Viertakt), Gabelwinkel 90°, vorne längs      | 8-Zylinder-V-Motor (Viertakt), Gabelwinkel 90°, vorne längs      | 8-Zylinder-V-Motor (Viertakt), Gabelwinkel 90°, vorne längs      |
| Bezeichnung                                 | Alloytec V6 VVT                                                  | 190 Alloytec V6 VVT                                              | Gen III V8                                                       | Gen III V8                                                       |
| Hubraum                                     | 3656 cm³                                                         | 3656 cm³                                                         | 5665 cm³                                                         | 5665 cm³                                                         |
| Bohrung × Hub                               | 94 × 85,6 mm                                                     | 94 × 85,6 mm                                                     | 99 × 92 mm                                                       | 99 × 92 mm                                                       |
| Leistung bei 1/min                          | 175 kW (238 PS) bei 6000                                         | 190 kW (258 PS) bei 6400                                         | 235 kW (320 PS) bei 5600                                         | 250 kW (340 PS) bei 5600                                         |
| Max. Drehmoment bei 1/min                   | 320 Nm bei 2800                                                  | 340 Nm bei 3200                                                  | 460 Nm bei 4000                                                  | 470 Nm bei 4800                                                  |
| Verdichtung                                 | 10,2:1                                                           | 10,2:1                                                           | 10,1:1                                                           | 10,1:1                                                           |
| Gemischaufbereitung                         | elektronische Einspritzung                                       | elektronische Einspritzung                                       | elektronische Einspritzung                                       | elektronische Einspritzung                                       |
| Ventilsteuerung                             | DOHC, Antrieb über Kette                                         | DOHC, Antrieb über Kette                                         | zentrale Nockenwelle, Antrieb über Kette                         | zentrale Nockenwelle, Antrieb über Kette                         |
| Kühlung                                     | Wasserkühlung                                                    | Wasserkühlung                                                    | Wasserkühlung                                                    | Wasserkühlung                                                    |
| Getriebe                                    | 5-Gang-Getriebe a.W. Vierstufenautomatik GM THM Hinterradantrieb | 6-Gang-Getriebe a.W. Vierstufenautomatik GM THM Hinterradantrieb | 6-Gang-Getriebe a.W. Vierstufenautomatik GM THM Hinterradantrieb | 6-Gang-Getriebe a.W. Vierstufenautomatik GM THM Hinterradantrieb |
| Radaufhängung vorn                          | untere Querlenker mit Zugstreben, Federbeine, Schraubenfedern    | untere Querlenker mit Zugstreben, Federbeine, Schraubenfedern    | untere Querlenker mit Zugstreben, Federbeine, Schraubenfedern    | untere Querlenker mit Zugstreben, Federbeine, Schraubenfedern    |
| Radaufhängung hinten                        | Einzelradaufhängung (IRS) mit Schräglernkern, Schraubenfedern    | Einzelradaufhängung (IRS) mit Schräglernkern, Schraubenfedern    | Einzelradaufhängung (IRS) mit Schräglernkern, Schraubenfedern    | Einzelradaufhängung (IRS) mit Schräglernkern, Schraubenfedern    |
| Bremsen                                     | Scheibenbremsen rundum, Servo, ABS                               | Scheibenbremsen rundum, Servo, ABS                               | Scheibenbremsen rundum, Servo, ABS                               | Scheibenbremsen rundum, Servo, ABS                               |
| Lenkung                                     | Zahnstangenlenkung, Servo                                        | Zahnstangenlenkung, Servo                                        | Zahnstangenlenkung, Servo                                        | Zahnstangenlenkung, Servo                                        |
| Karosserie                                  | Stahlblech, selbsttragend                                        | Stahlblech, selbsttragend                                        | Stahlblech, selbsttragend                                        | Stahlblech, selbsttragend                                        |
| Spurweite vorn/hinten                       | 1570/1575 mm                                                     | 1570/1575 mm                                                     | 1570/1575 mm                                                     | 1570/1575 mm                                                     |
| Radstand                                    | 2790 mm Kombi 2940 mm                                            | 2790 mm Kombi 2940 mm                                            | 2790 mm Kombi 2940 mm                                            | 2790 mm Kombi 2940 mm                                            |
| Abmessungen                                 | Lim.: 4880 × 1850 × 1450 mm Kombi: 5040 × 1850 × 1530 mm         | Lim.: 4880 × 1850 × 1450 mm Kombi: 5040 × 1850 × 1530 mm         | Lim.: 4880 × 1850 × 1450 mm Kombi: 5040 × 1850 × 1530 mm         | Lim.: 4880 × 1850 × 1450 mm Kombi: 5040 × 1850 × 1530 mm         |
| Leergewicht                                 | 1570–1640 kg                                                     | 1570–1640 kg                                                     | 1655–1690 kg                                                     | 1655–1690 kg                                                     |
| Höchstgeschwindigkeit                       | 200+ km/h                                                        | ca. 210+ km/h                                                    | ca. 240 km/h                                                     | ca. 240+ km/h                                                    |
| 0–100 km/h                                  | ca. 8,5 s                                                        | ca. 8 s                                                          | 6–7,7 s                                                          | 5,5 s                                                            |
| Verbrauch (l/100 km)                        | 11,1 S                                                           | 11,5 S                                                           | 12,0 S                                                           | 12,0 S                                                           |

### Commodore/Calais/Berlina VE/VF (2006–2017)
Der Commodore VE wurde am 16. Juli 2006 in Melbourne erstmals vorgestellt und ging im August 2006 in Serie.
Nachdem die bisherige Basis, der deutsche Opel Omega, weggefallen war, wurde diese Modellgeneration vollständig in Australien entwickelt. Hierfür gab es eine neue Plattform, die GM Zeta Plattform.
Die V6-Versionen erhielten überarbeitete Versionen des Alloytec-Motors, die dank geänderter Steuerketten leiser liefen als zuvor. Der Sechsliter-V8 leistete im VE 10 kW (14 PS) mehr als im Vorgänger; diese neue, L98 genannte Version kam damit auf 270 kW (367 PS).
Getriebeseitig besteht, je nach Modell, die Wahl zwischen Sechsganggetrieben von Aisin und Tremec und Vier-, Fünf- oder Sechsstufenautomatik von GM.
Im Angebot stehen neben dem Basismodell Commodore Omega die Linien Berlina, Calais, SV6, SS sowie International.
Der Wagen wurde auch exportiert, allerdings auf einigen Märkten unter anderen Namen angeboten. In den USA wurde eine adaptierte Version (mit Linkslenkung) zunächst als Pontiac G8 verkauft, nach dem Ende der Marke Pontiac dann als Chevrolet SS. In Großbritannien gab es ihn (mit Rechtslenkung) als Vauxhall VXR8. In Kontinentaleuropa war dieser Wagen dagegen nicht erhältlich.
Nach 11 Jahren Produktionszeit lief am 20. Oktober 2017 der letzte Wagen dieser Baureihe, ein roter Commodore V8, vom Band. Gleichzeitig war es das letzte Auto, das in Australien produziert wurde. In den nächsten vier Jahren bot Holden nur noch Importfahrzeuge an, bis die Marke 2021 komplett aufgegeben wurde.

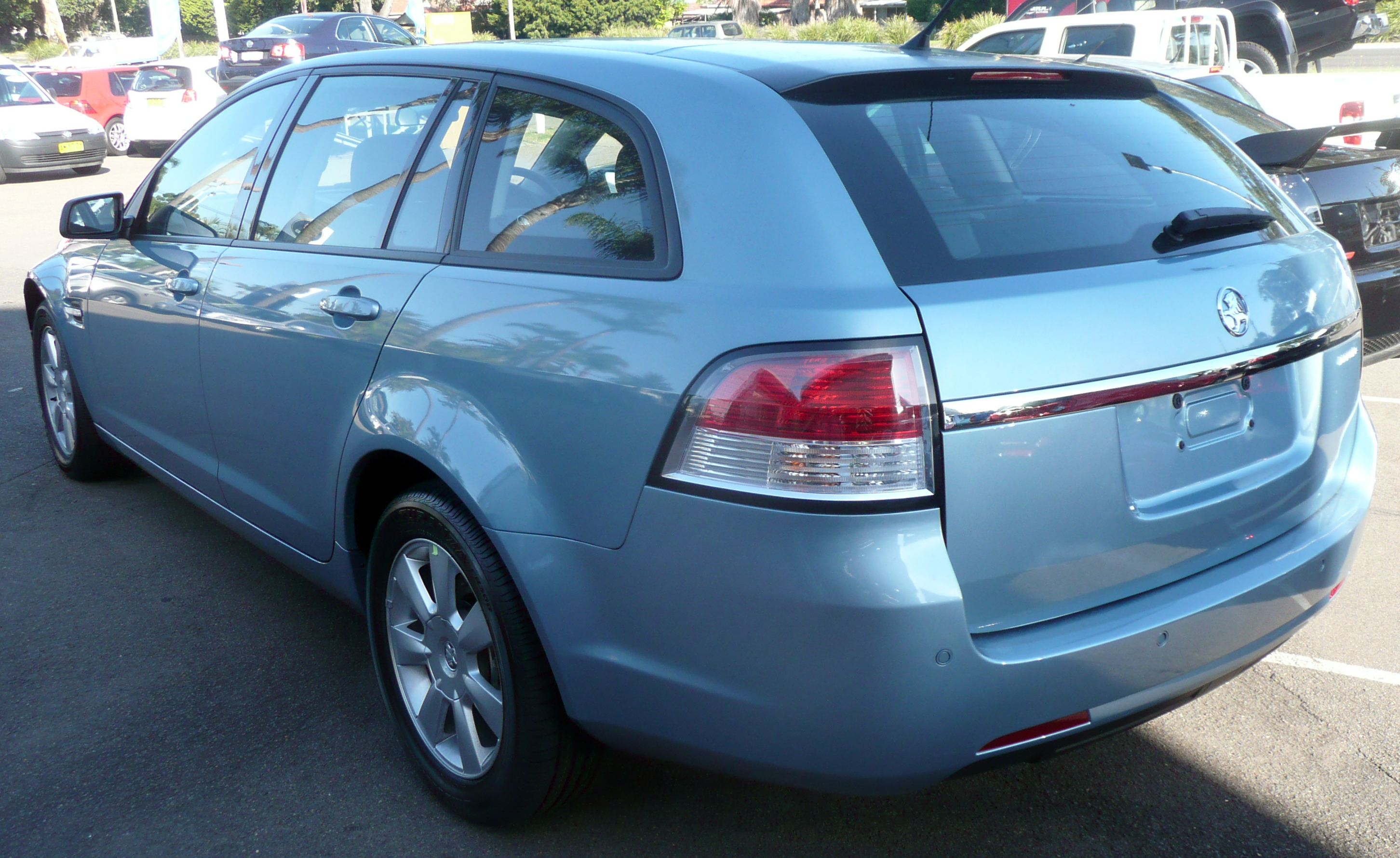
Holden Berlina VE Sportwagon (2006–2013)
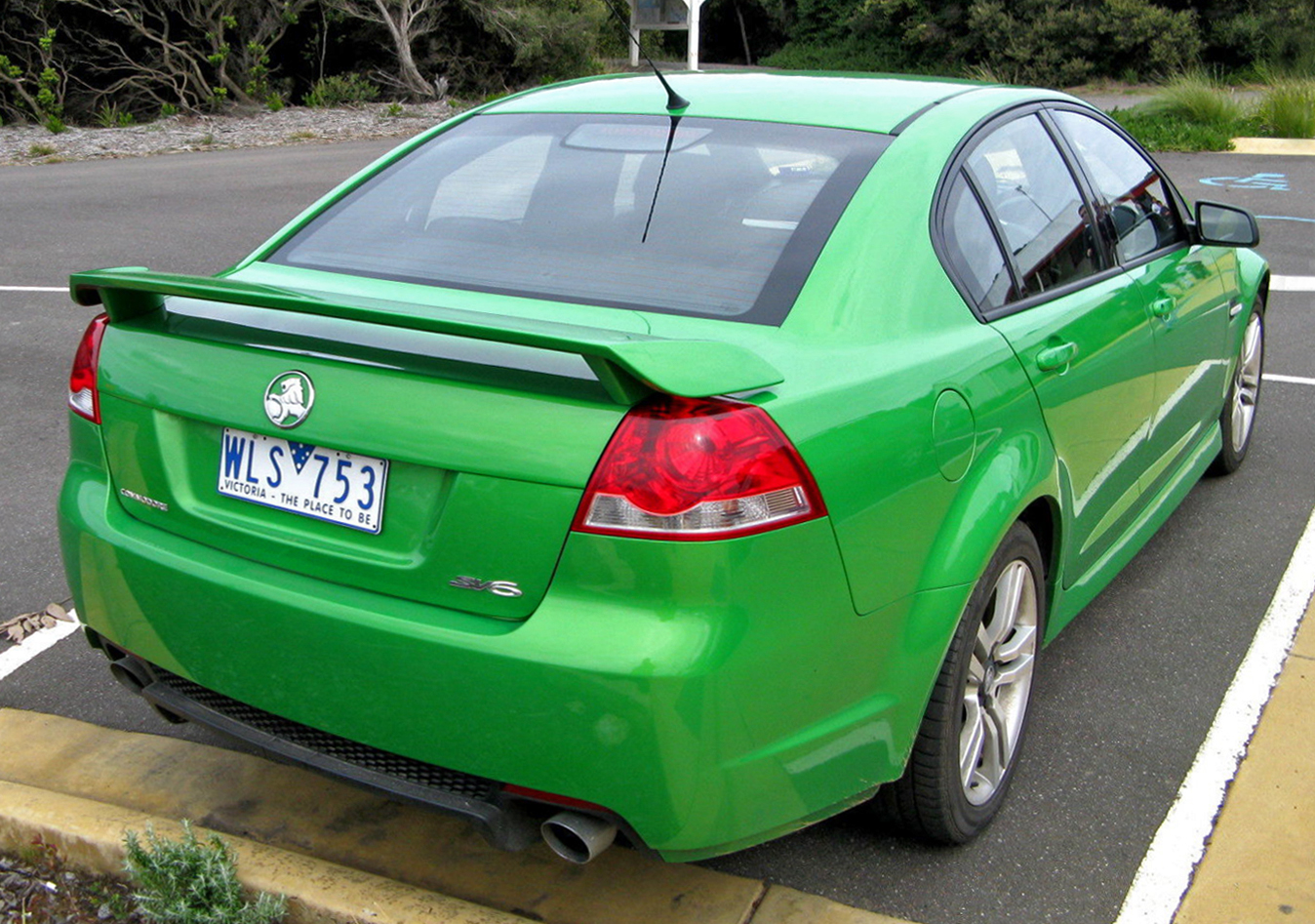
Holden Commodore SV6 (2008)
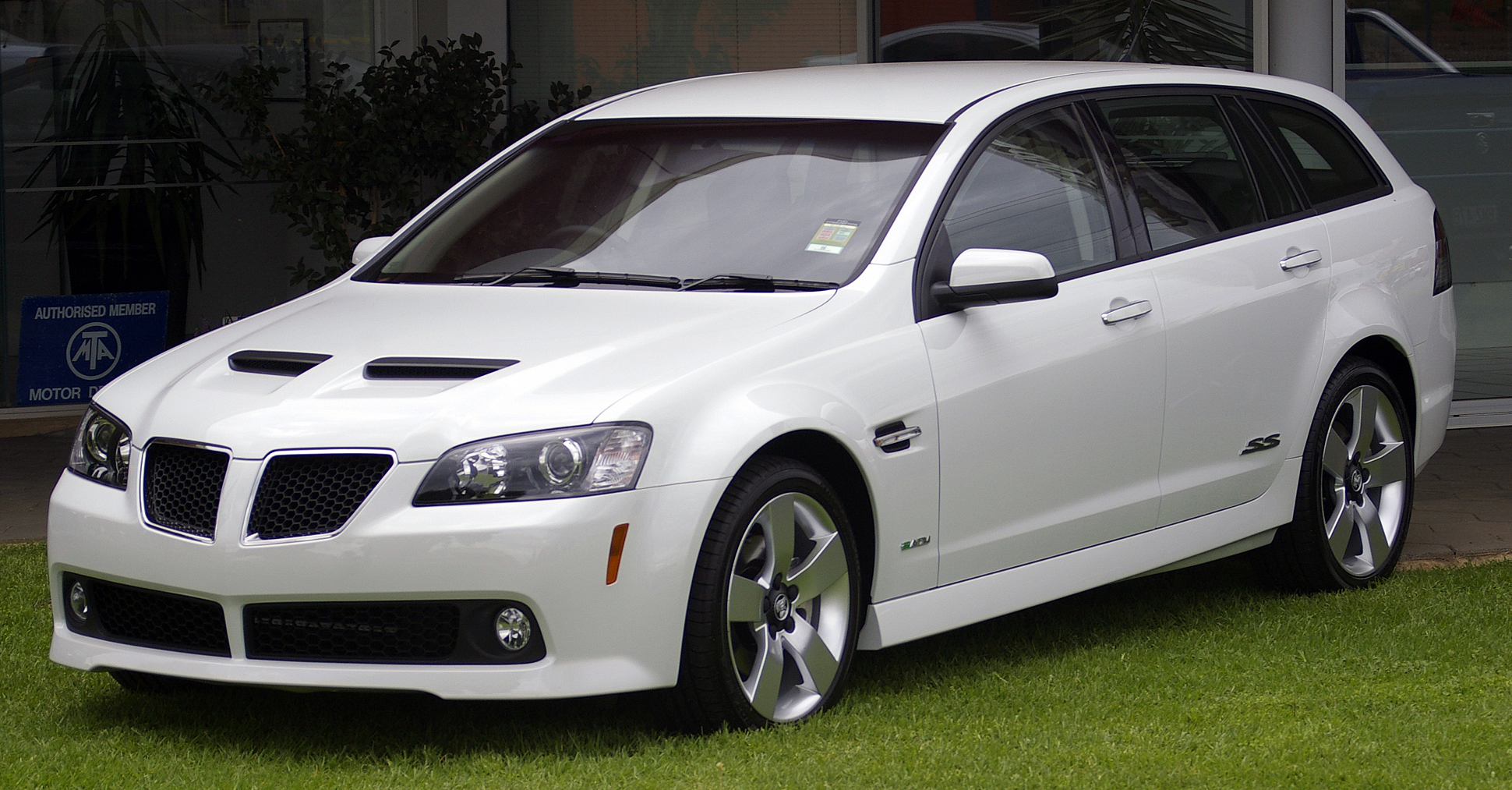
Holden Commodore SS VE Sportwagon „Special Edition“

| Technische Daten Holden Commodore VE (2007) |                                                                    |                                                               |                                                               |
| Holden Commodore                            | 3.6                                                                | 3.6 VVT                                                       | 6.0                                                           |
| Motor                                       | 6-Zylinder-V-Motor (Viertakt), Gabelwinkel 60°, vorne längs        | 6-Zylinder-V-Motor (Viertakt), Gabelwinkel 60°, vorne längs   | 8-Zylinder-V-Motor (Viertakt), Gabelwinkel 90°, vorne längs   |
| Bezeichnung                                 | Alloytec V6 VVT                                                    | 190 Alloytec V6 VVT                                           | Gen III (L98)                                                 |
| Hubraum                                     | 3565 cm³                                                           | 3565 cm³                                                      | 5967 cm³                                                      |
| Bohrung × Hub                               | 94 × 85,6 mm                                                       | 94 × 85,6 mm                                                  | 101,6 × 92 mm                                                 |
| Leistung bei 1/min                          | 180 kW (245 PS) bei 6000                                           | 195 kW (265 PS) bei 6500                                      | 270 kW (367 PS) bei 5700                                      |
| Max. Drehmoment bei 1/min                   | 330 Nm bei 2600                                                    | 340 Nm bei 2600                                               | 530 Nm bei 4400                                               |
| Verdichtung                                 | 10,2:1                                                             | 10,2:1                                                        | 10,4:1                                                        |
| Gemischaufbereitung                         | elektronische Einspritzung                                         | elektronische Einspritzung                                    | elektronische Einspritzung                                    |
| Ventilsteuerung                             | DOHC, Antrieb über Kette                                           | DOHC, Antrieb über Kette                                      | zentrale Nockenwelle, Antrieb über Kette                      |
| Kühlung                                     | Wasserkühlung                                                      | Wasserkühlung                                                 | Wasserkühlung                                                 |
| Getriebe                                    | 5-Gang-Getriebe a.W. Vierstufenautomatik GM 4L60E Hinterradantrieb | 6-Gang-Getriebe a.W. Vierstufenautomatik GM Hinterradantrieb  | 6-Gang-Getriebe a.W. Vierstufenautomatik GM Hinterradantrieb  |
| Radaufhängung vorn                          | untere Querlenker mit Zugstreben, Federbeine, Schraubenfedern      | untere Querlenker mit Zugstreben, Federbeine, Schraubenfedern | untere Querlenker mit Zugstreben, Federbeine, Schraubenfedern |
| Radaufhängung hinten                        | Einzelradaufhängung (IRS) mit Schräglernkern, Schraubenfedern      | Einzelradaufhängung (IRS) mit Schräglernkern, Schraubenfedern | Einzelradaufhängung (IRS) mit Schräglernkern, Schraubenfedern |
| Bremsen                                     | Scheibenbremsen rundum, Servo, ABS                                 | Scheibenbremsen rundum, Servo, ABS                            | Scheibenbremsen rundum, Servo, ABS                            |
| Lenkung                                     | Zahnstangenlenkung, Servo                                          | Zahnstangenlenkung, Servo                                     | Zahnstangenlenkung, Servo                                     |
| Karosserie                                  | Stahlblech, selbsttragend                                          | Stahlblech, selbsttragend                                     | Stahlblech, selbsttragend                                     |
| Spurweite vorn/hinten                       | 1600/1620 mm                                                       | 1600/1620 mm                                                  | 1600/1620 mm                                                  |
| Radstand                                    | 2915 mm                                                            | 2915 mm                                                       | 2915 mm                                                       |
| Abmessungen                                 | Lim.: 4895 × 1900 × 1475 mm                                        | Lim.: 4895 × 1900 × 1475 mm                                   | Lim.: 4895 × 1900 × 1475 mm                                   |
| Leergewicht                                 | 1690 kg                                                            | 1690 kg                                                       | 1805 kg                                                       |
| Höchstgeschwindigkeit                       | 200 km/h                                                           | ca. 210 km/h                                                  | ca. 240+ km/h                                                 |
| 0–100 km/h                                  | ca. 8,5 s                                                          | ca. 8,0 s                                                     | 6–7,7 s                                                       |
| Verbrauch (l/100 km)                        | 11,1 S                                                             | 11,5 S                                                        | 12,0 S                                                        |

### ZB (2017–2020)
Ab 2017 wurde ein neues Modell auf Basis der kleineren und frontgetriebenen Epsilon-II-Plattform als Schwestermodell des Buick Regal und Opel Insignia B angeboten. Alle drei Modelle wurden in Rüsselsheim produziert. Bereits drei Jahre später wurde der Import dieses Modells nach Australien eingestellt. Dem importierten Modell war es nicht gelungen, an den Verkaufserfolg der in Australien produzierten Vorgänger anzuknüpfen.
2021 gab General Motors die Marke Holden komplett auf.